# Bartholomäuskirche (Markgröningen)

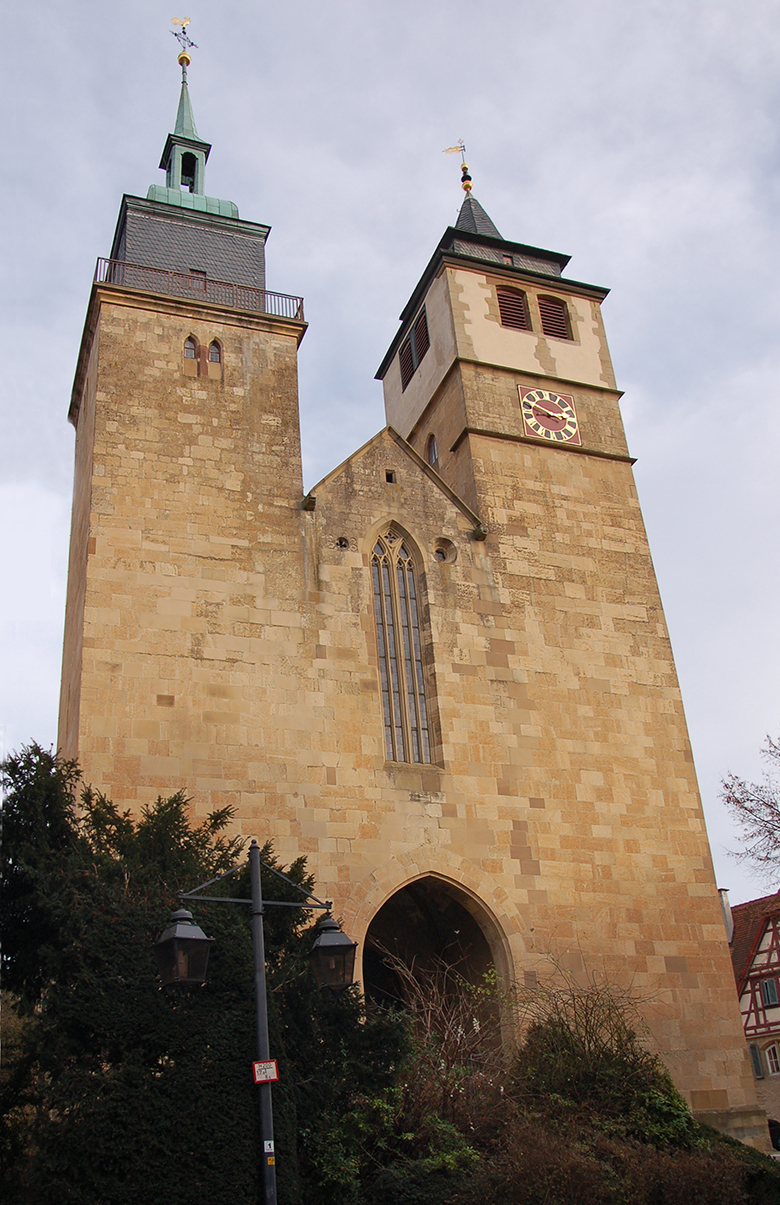
Westwerk der Bartholomäuskirche mit Hochwacht- und Glockenturm

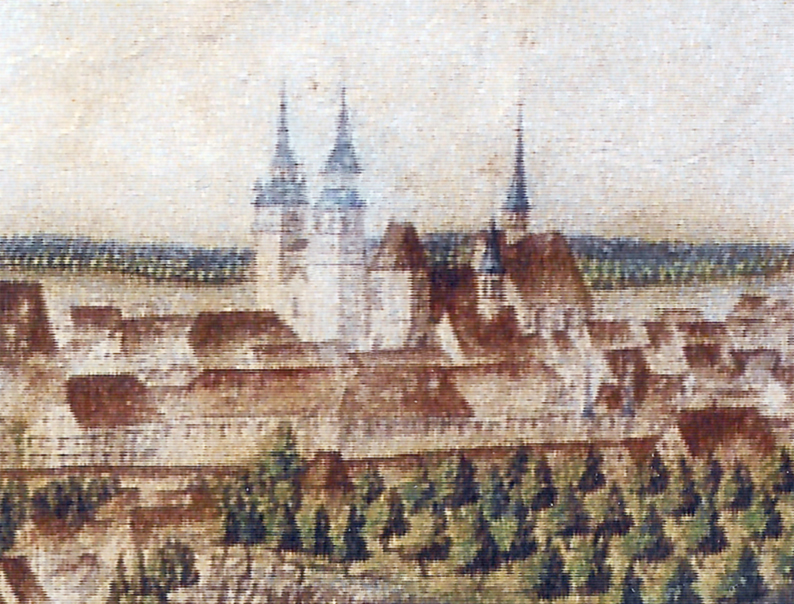
1797 hatte die Bartholomäuskirche noch eine Brücke oder einen Querbau zwischen den höheren Turmhelmen und einen Dachreiter auf dem Chor

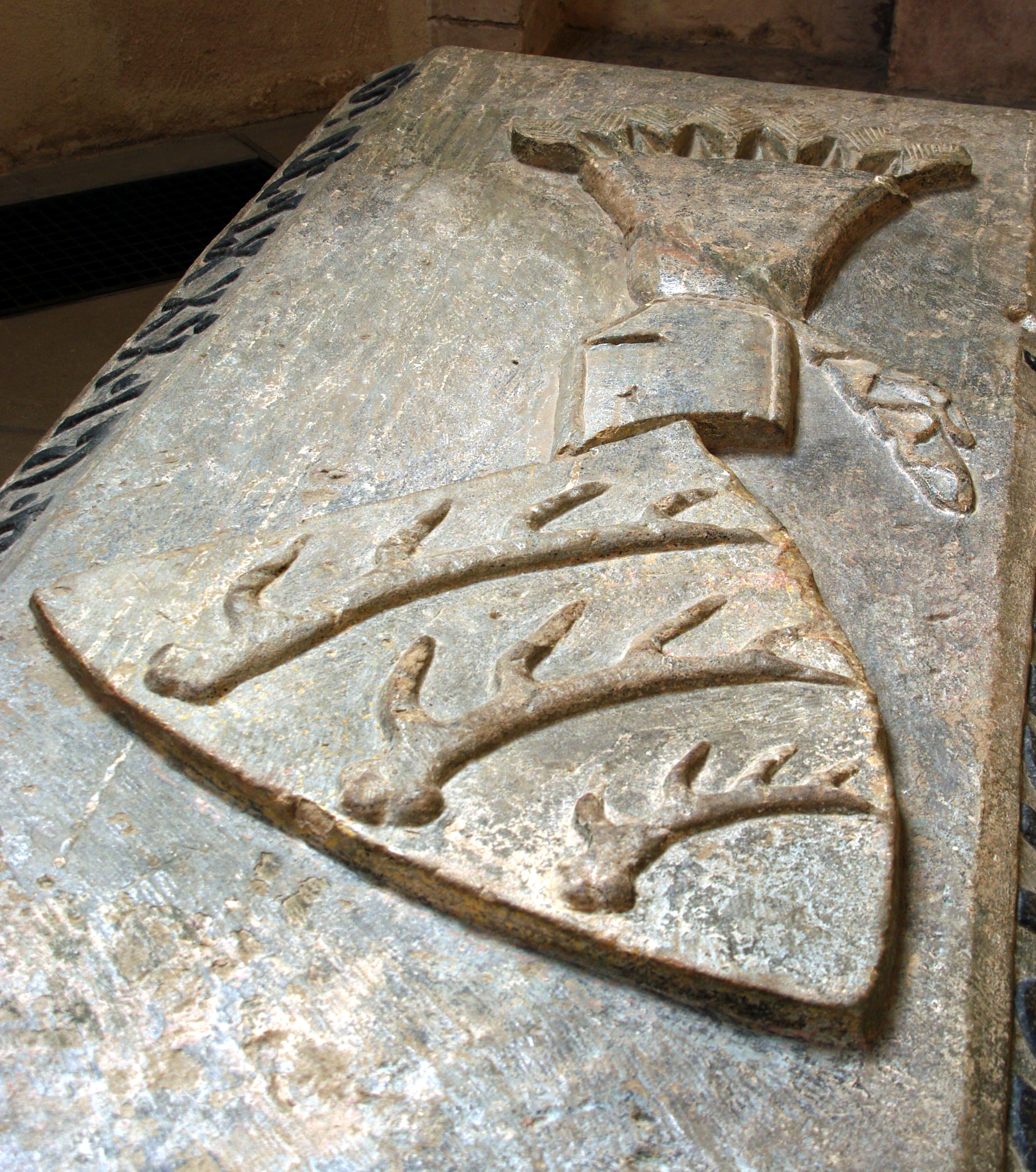
Grabplatte eines der Stifter: Graf Hartmann III. von Grüningen († 1280)

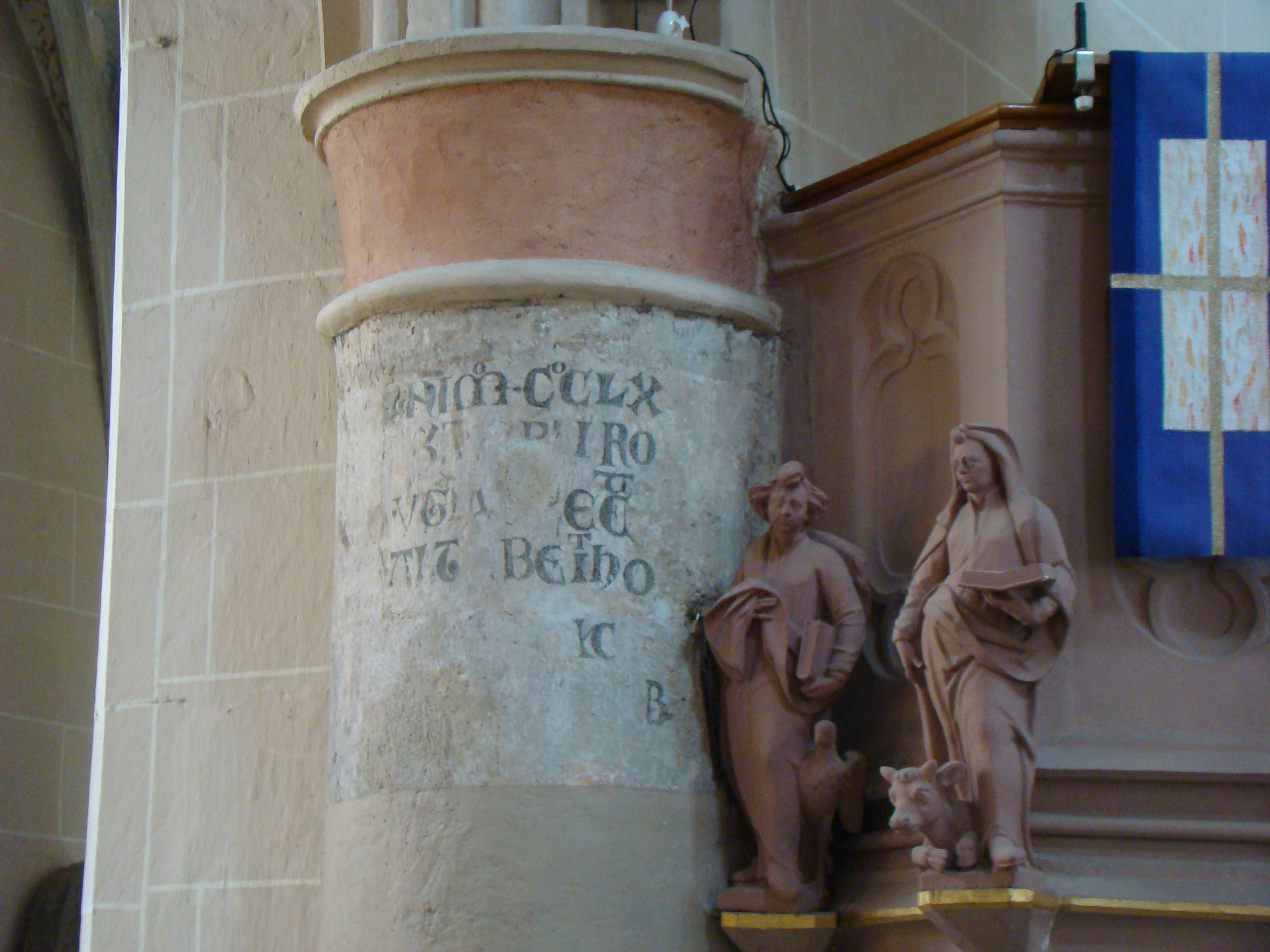
Fragment der Weihinschrift (1260)

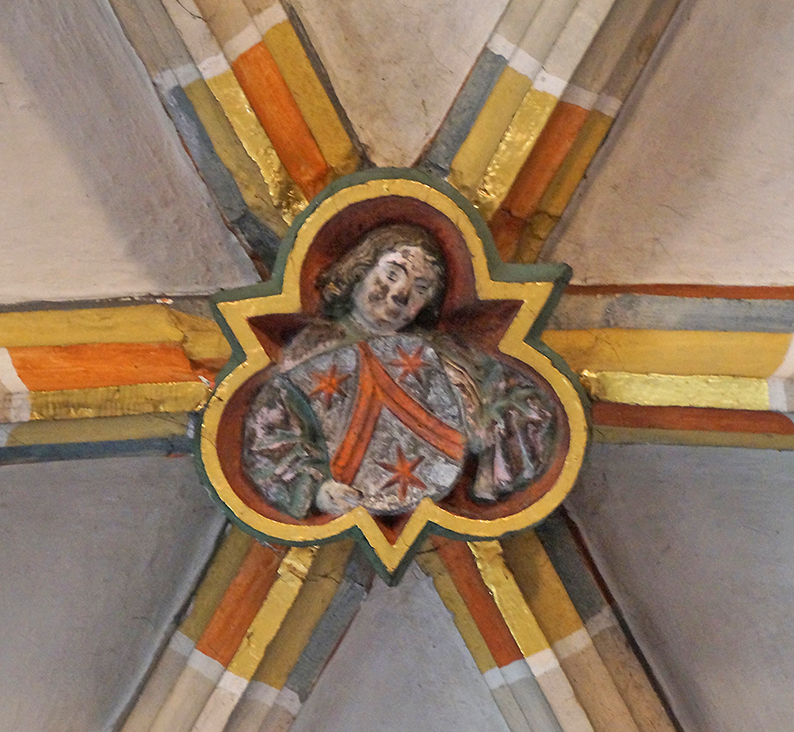
Schlussstein des Baumeisters Aberlin Jörg in der Sakristei (um 1470)

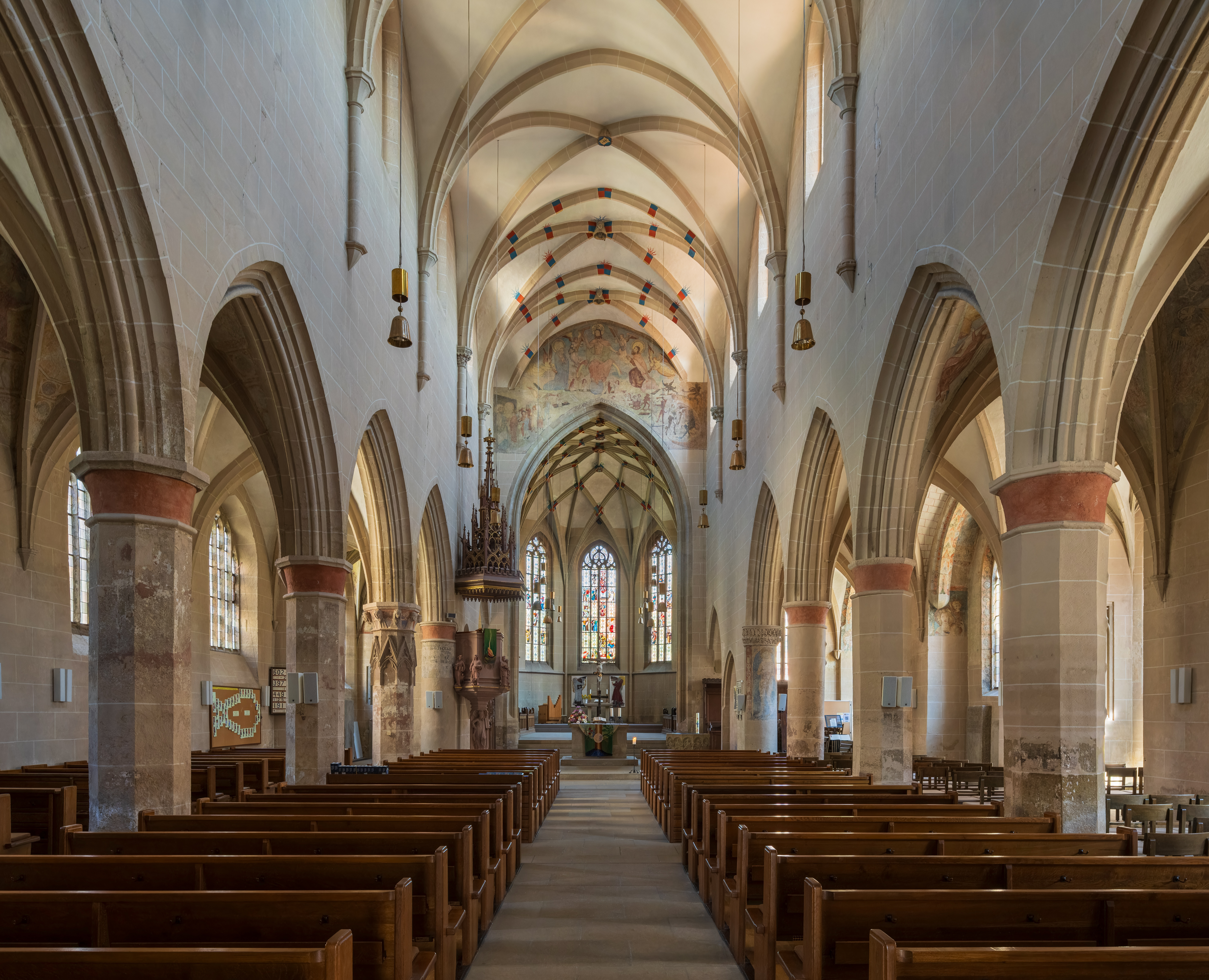
Blick vom Mittelschiff in den Chor

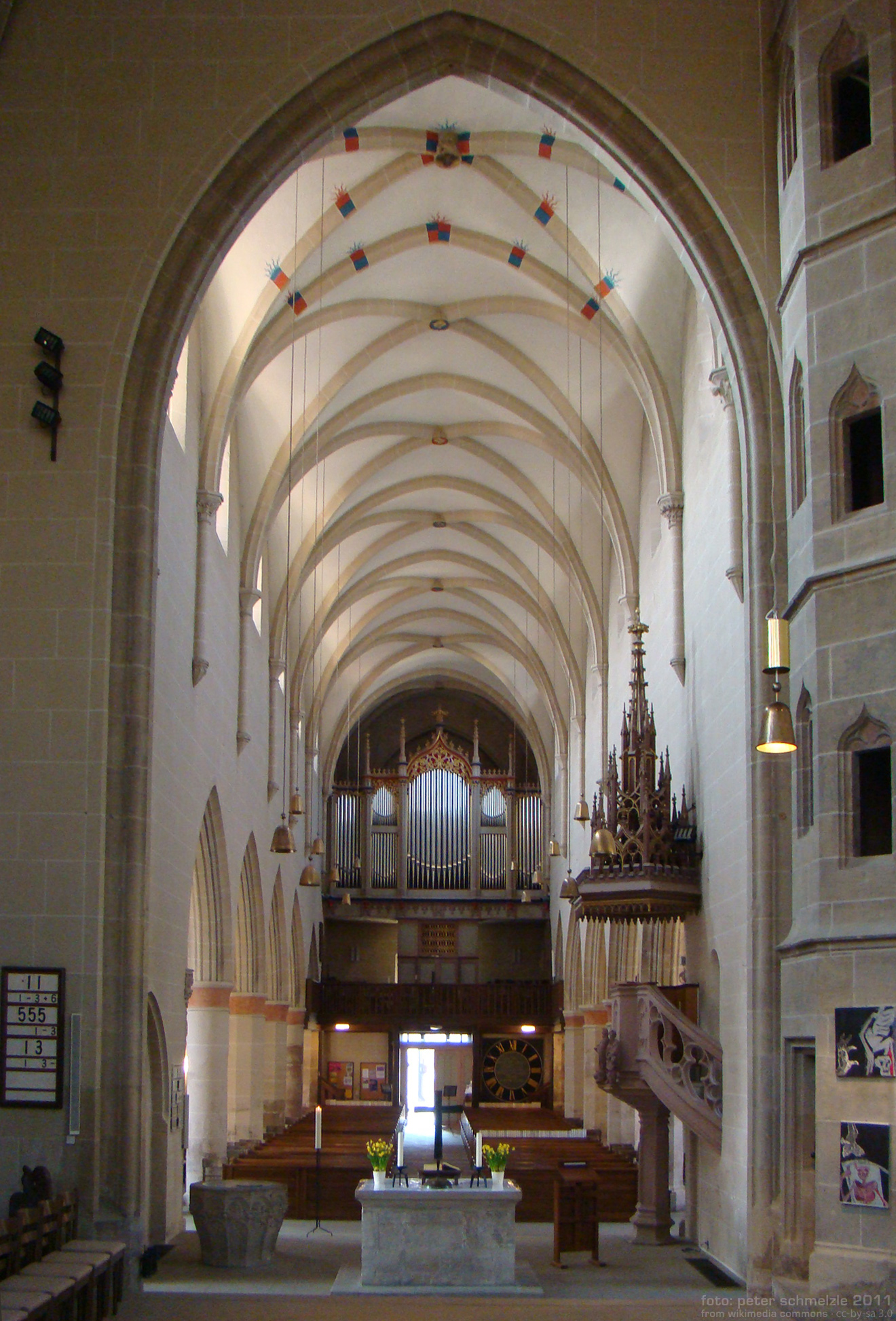
Blick vom Chor zur Empore

Die Bartholomäuskirche in Markgröningen, der ehemaligen Reichs- und württembergischen Amtsstadt Grüningen, ist ein in mehreren Bauphasen entstandener gotischer Kirchenbau aus dem 13. bis 15. Jahrhundert. Die dem Apostel Bartholomäus geweihte und heute evangelische Kirche hat zwei Kirchtürme mit unterschiedlichen Turmhelmen. Sie ersetzte eine romanische Basilika auf einer aufgeschütteten Rampe über dem frühmittelalterlichen Dorfkern im Südosten und einem Herrenhof im Süden.

## Geschichte

### Kirchenstifter und Baugeschichte
An der Stelle der Bartholomäuskirche befand sich zuvor eine dreischiffige romanische Basilika, deren Mittelschiff annähernd die Größe des heutigen erreichte. Sie wurde vermutlich anstelle einer vormaligen Wehrkirche mit frei stehendem Turm auf einer höhengleich aufgeschütteten Rampe oberhalb der ursprünglichen Siedlung um den Wetteplatz erstellt und könnte wie der südlich anschließende Herrenhof von einer Mauer eingefasst gewesen sein. Der Kirchhof wurde noch bis 1618 als Begräbnisplatz genutzt. Prominente wurden bis dahin innerhalb der Kirche bestattet.
Der noch unter dem heutigen Kirchenboden erhaltene Boden der romanischen Basilika wurde 1984 teilweise freigelegt; ein Ausschnitt kann seither durch ein archäologisches Fenster betrachtet werden. Der Legende nach soll Hildegard († 783), die Gattin Karls des Großen, den ob seiner Größe beachtlichen Vorgängerbau gestiftet haben. Sollte dieser tatsächlich aus dem 8. Jahrhundert stammen, schlummert im Untergrund der Kirche eine archäologische Fundgrube von außerordentlicher Bedeutung. Ihre erste schriftliche Erwähnung stammt vom  Kloster Hirsau, das um 1150 einen „Anselm presbiter de Grüningen“ aufführt. Von 1257 stammt die erste Erwähnung eines Leutpriesters.

#### Neubau im 13. Jahrhundert
Der frühgotische Neubau wurde laut der bei der Kanzel als Fragment erhaltenen Inschrift 1260 geweiht, demnach zuvor von dem Württemberger Grafen Hartmann II. gestiftet und von seinem Sohn Hartmann III. weitgehend abgeschlossen. Der in der Kirche erhaltene Grabstein von Hartmann III. († 1280) trägt das Wappen des Hauses Württemberg und gilt als das älteste in Stein gehauene Wappen-Relikt dieses Hauses. Möglicherweise ist das Württemberger Wappen am mittelalterlichen Sockel des benachbarten Pfarrhauses aber noch älter. Hier soll zuvor laut Martin Crusius das „Schloss der Alten Grafen“, also der Herrenhof der von Grüningen, gestanden haben.
1272 wurde die älteste bekannte Glocke von Hartmann II. von Grüningen gestiftet und geweiht. Bis dahin waren zumindest der von einem Kreuzrippengewölbe überspannte Altarraum mit seinen Seitenkapellen und die Türme (in früherer Form) fertiggestellt. Anschließend sei das neue Mittelschiff bis 1277/78 nach Westen hin errichtet worden. Diese im Dachstuhl erfolgte dendrochronologische Datierung könnte aber auch auf eine Reparatur hinweisen. Denn laut Heyd hat das königliche Heer, das den Grüninger Grafen die Stadt und andere ehemalige Reichsgüter im Neckarbecken abnehmen sollte, 1275 die Stadt eingenommen und die neu errichtete Bartholomäuskirche in Brand gesteckt. Bei Brackenheim konnte Graf Hartmann III. von Grüningen am 19. Oktober 1277 die feindlichen Truppen trotz ihrer Übermacht zurückschlagen und zahlreiche Gefangene nach Grüningen führen. Diesen Sieg feierte man in Grüningen laut einem überlieferten Gesangbuch mit stadtgeschichtlichen Einträgen als „Rache des Kirchenheiligen Bartholomäus“ für die Kirchenschändung von 1275. 1277 bestätigte der mit Hartmann III. verschwägerte Speyrer Bischof Friedrich von Bolanden dessen testamentarische Stiftung auf den Marienaltar der Bartholomäuskirche. Aus diesem Anlass könnte 1277 auch die undatierte Stiftung der Marienglocke des mit einer Ebersteinerin verheirateten Hartmann III. erfolgt sein.

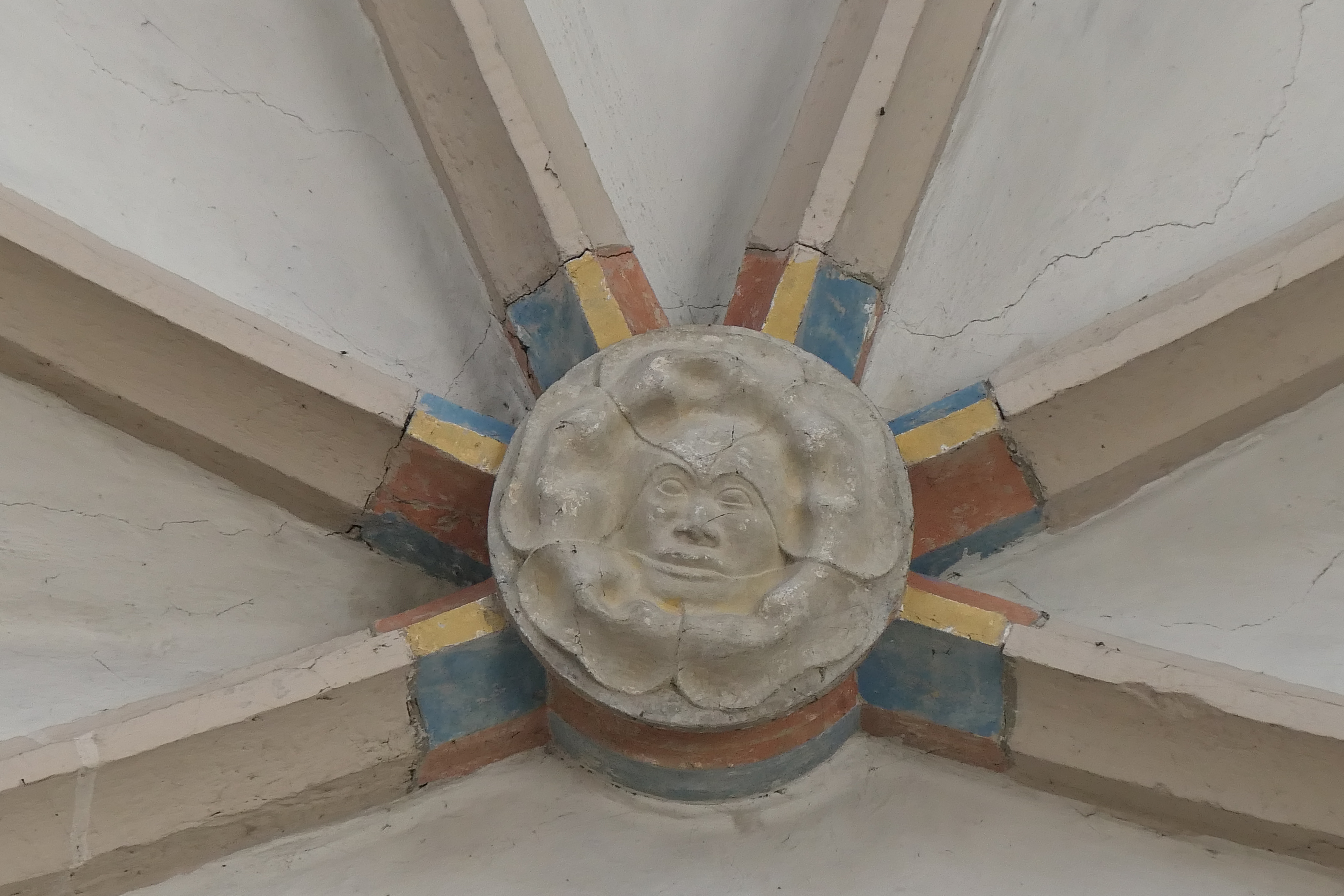
Blattmaske Schlussstein Südkapelle

1295 mussten die Brüder Hartmanns III., die Grafen Konrad und Eberhard von Grüningen-Landau und der Geistliche Ludwig von Grüningen, ihr Eigengut in Grüningen und damit auch das Patronatsrecht an der Bartholomäuskirche an König Adolf von Nassau veräußern. Erst nachdem die von 1280 bis 1322 reichsfreie Stadt und damit auch das Kirchenpatronat 1336 wieder in württembergische Hände gekommen war, wurde um 1340/46 am Dach über dem westlichen Joch des Kirchenschiffs gezimmert. Derzeit könnte auch das Westwerk mit den beiden Türmen umgebaut worden sein. Ihre spätromanisch-frühgotische Formensprache und die Glockenstiftungen der Grafen von Grüningen sprechen jedenfalls gegen die Vermutung, dass die Türme erst im 14. Jahrhundert erstellt worden seien. Laut Hans Grüninger hatten beide Türme zu seiner Zeit (1527) einen Umgang.

#### Ausbau im 15. Jahrhundert
Im 15. Jahrhundert wurde die Kirche um zwei Kapellen an der Südfassade und um einen großen Chor anstelle eines früheren Chors erweitert: Zuerst entstand die nach der Adelsfamilie Reischach benannte Reischachkapelle, 1459 wurde die von Walter von Haslach gestiftete zweite Seitenkapelle von Aberlin Jörg fertiggestellt. Letztere wurde später Vollandkapelle genannt – nach Heinrich Vollands Witwe Elisabeth, geb. Lyher, die hierin einen Altar gestiftet und deren prachtvolles Epitaph von 1490 sich in jener Kapelle erhalten hat. Von 1469 bis 1472 erbaute der in Markgröningen sesshafte Baumeister Aberlin Jörg den spätgotischen Chor sowie die Sakristei an, wodurch die Kirche im Wesentlichen ihre heutige Gestalt erreicht hat.
Die Schlusssteine des Chorgewölbes lassen Rückschlüsse auf Altäre und Finanzierung zu: Von Ost nach West findet man nach dem Zeichen von Aberlin Jörg die Symbole von Maria, Petrus, Paulus, Matthias und Bartholomäus, die für Altarpfründen und Patrozinium stehen könnten, und danach die Wappen des Grafen und Kirchherrn Eberhard im Bart und der Stadt, die sich die Baufinanzierung mit den Kassen der Heiligen geteilt haben dürften. Im Gegensatz zur Spitalkirche taucht das Wappen eines naheliegenden Mäzens, der damals schwerreichen Familie Volland, hier nicht auf. Möglicherweise war sie indirekt über die Matthiasbruderschaft involviert. Ein weiterer Stein am Übergang zur Westwand repräsentiert einen weiteren Baumeister, dessen Zeichen von der Straßburger Steinmetz-Familie Dotzinger genutzt wurde und sich auf zahlreichen Steinen im Chor wiederfindet.

### Revoluzzer auf der Kanzel
Um 1514 stand Reinhard Gaißer, ein promovierter Theologe und ehemaliger Rektor der Universität Tübingen, der Bartholomäuskirche vor. Dieser „erste Sozialrevolutionär auf einer württembergischen Kanzel“ rief im Zuge des Armen Konrads den Gemeinen Mann in Grüningen und andernorts zum Aufstand gegen die frühkapitalistisch agierende Ehrbarkeit und insbesondere gegen den Vogt Philipp Volland auf. Über seine gepfefferten Predigten hinaus wurden ihm konspirative Treffen und Verbindungen zu anderen Widerstandsnestern zur Last gelegt. Sein Neffe Wilhelm Gaißer, ebenfalls Geistlicher und als solcher Gaißers Helfer in der Grüninger Bartholomäuskirche, unterstützte ihn dabei als Sendbote insbesondere ins Remstal und nach Leonberg. Obwohl der erboste Grüninger Vogt über Gaißers Umtriebe ausführliche Anzeigen erstattete, kam Gaißer mit einer Abmahnung in der fürstlichen Kanzlei und der Kürzung seiner Bezüge davon, weil er nur dem Bischof von Speyer verantwortlich war und insofern in Württemberg Immunität genoss. Nach der Zerschlagung des Aufstands blieb er Stadtpfarrer in Grüningen und sprach dem Spitalmeister Johannes Betz 1517 den Ablasshandel erfolgreich ab. Auch den 1521 zwischen Betz und Gaißer entstandenen Streit um die geistliche Rangfolge in der Stadt entschied der Speyrer Bischof Georg von der Pfalz zugunsten des Stadtpfarrers und Dekans, der auch dem Landkapitel Grüningen vorstand und damit zu den ranghöchsten Geistlichen im Herzogtum Württemberg zählte.

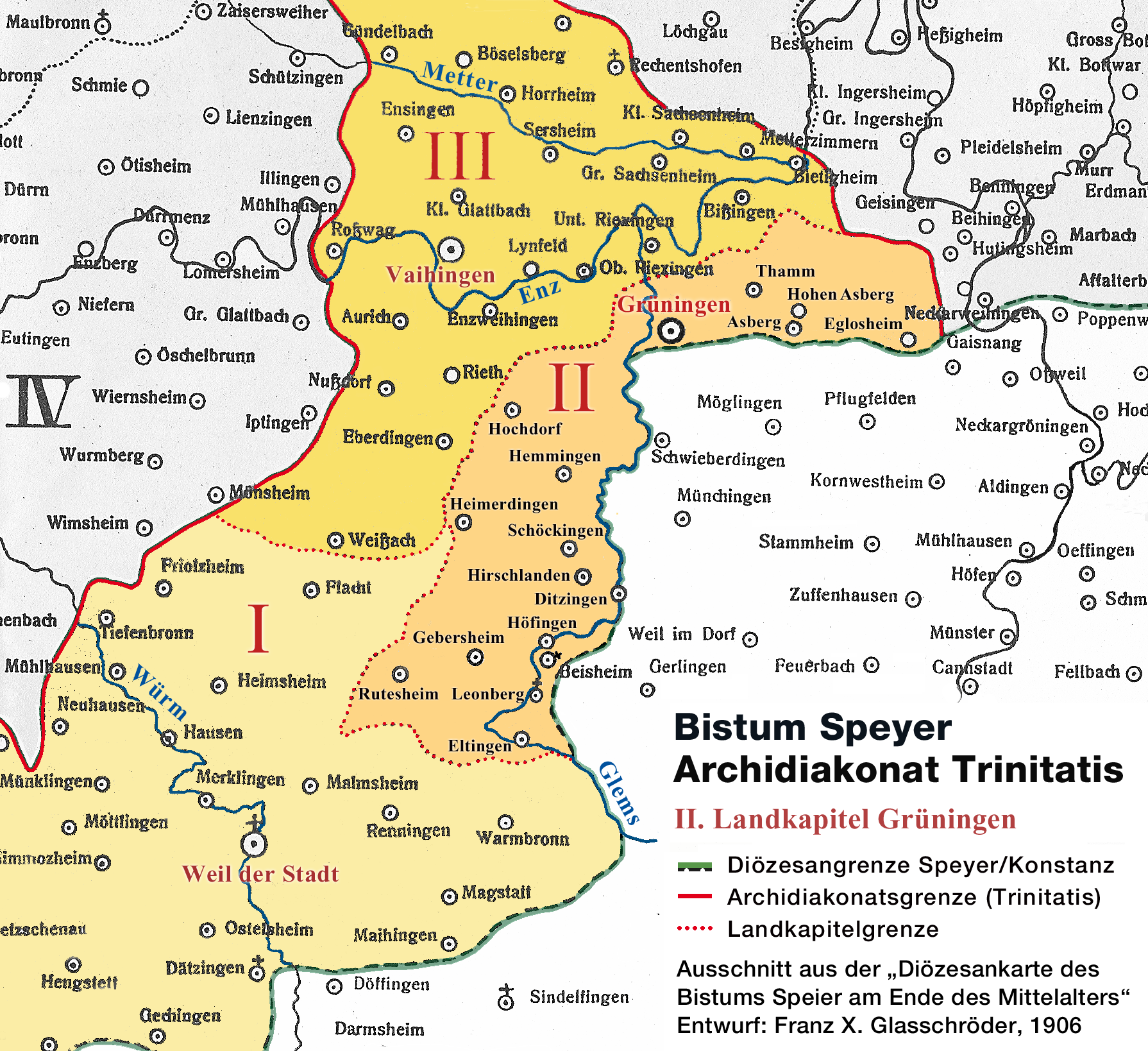
Landkapitel Grüningen im Speyrer Archidiakonat Trinitatis (um 1500)

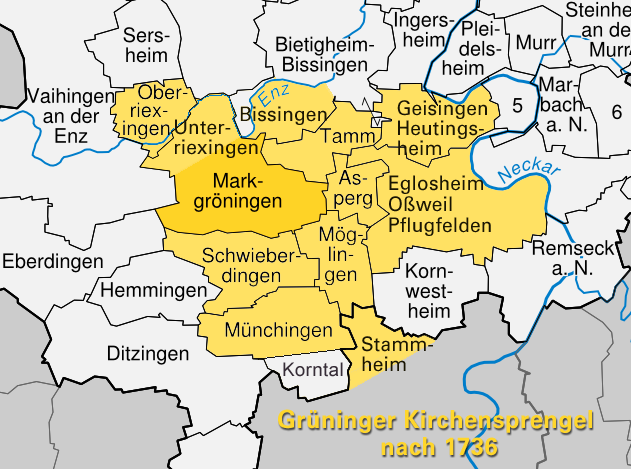
Karte des Gröninger Kirchensprengels von 1736

### Archidiakonat, Dekanat und Superintendenz
Im Mittelalter diente die Bartholomäuskirche als geistliches Zentrum im Sprengel des Speyrer Archidiakonats Trinitatis, das wiederum in drei Bezirke, das Landkapitel Weil der Stadt, das Landkapitel Grüningen und das Landkapitel Vaihingen, unterteilt war (siehe Karte). Der Archidiakon war regionaler Stellvertreter des Bischofs und hatte in seinem Sprengel auch juristische Gewalt inne. Aufgrund dieser Funktion, wegen des umfangreichen Chorgestühls und vermutlich in erster Linie wegen ihrer Größe und ihrer zwei Türme wurde die Kirche im Volksmund auch als „Strohgäu-Dom“ bezeichnet.
Im Spätmittelalter verlor das Archidiakonat generell an Bedeutung, was die Stellung des hiesigen Dekans gestärkt haben dürfte. In der Regel war die führende Rolle im Grüninger Landkapitel, das dem Verlauf der ehemaligen fränkisch-alemannischen Grenze folgte und im Süden bis über Leonberg hinaus reichte, bzw. das Dekanat dem Pfarrer der Bartholomäuskirche vorbehalten. Zu seiner städtischen Pfarrei zählten um die zwölf Kaplane, die auch Gottesdienste in umliegenden Kirchen und Kapellen wie in Tamm, Vöhingen, Talhausen sowie in der Sankt-Johanns-Kapelle bei der Schlüsselburg und in der Kapelle der ehemaligen Reichsburg verrichteten.
Nach der Reformation hatte hier ein evangelischer Superintendent seinen Sitz. Zu seinem Kirchensprengel zählten die Pfarreien von Tamm, Bissingen, Heutingsheim, Beihingen, Asperg, Eglosheim, Oßweil, Pflugfelden, Möglingen, Stammheim, Münchingen, Schwieberdingen, Unterriexingen und zeitweise Oberriexingen. Asperg, Eglosheim, Oßweil, Pflugfelden und Möglingen wurden 1762 allerdings der neu errichteten Spezialsuperintendenz Ludwigsburg zugeteilt. Nach der Auflösung des Markgröninger Oberamts wurde 1812 die Spezialsuperintendenz Markgröningen in die Ludwigsburger integriert.

### Umbauten und Renovierungen

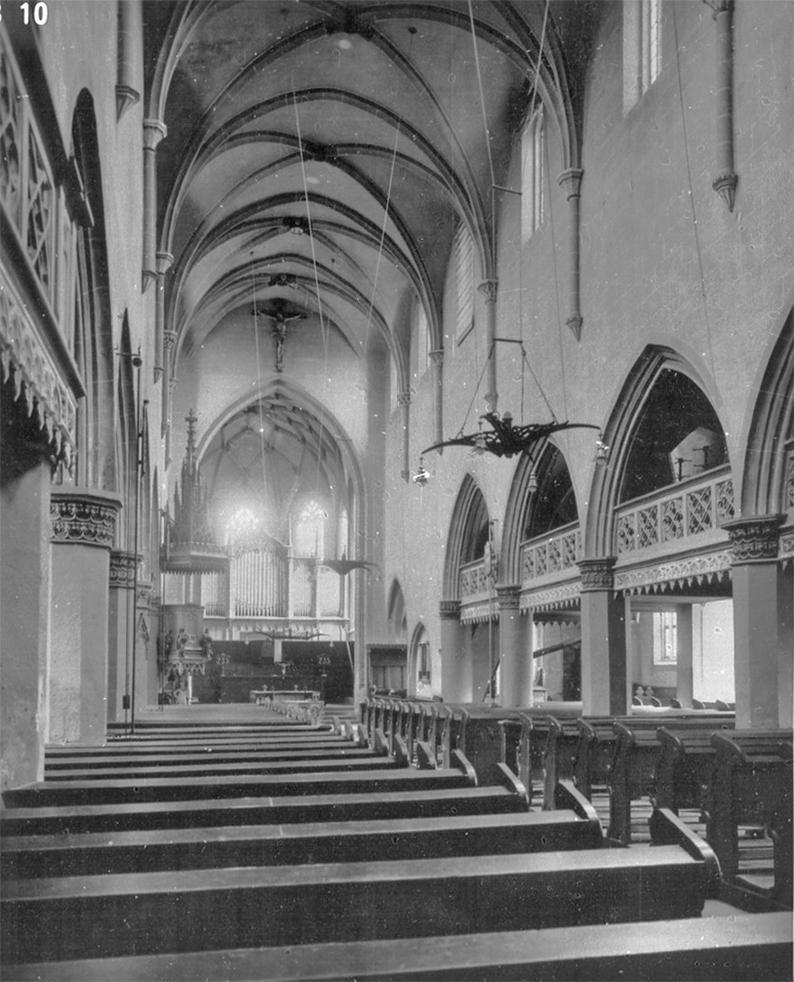
Kirche vor der Umgestaltung um 1955: Durchgehende Südempore, Taufstein vor dem Altar, Chorschranke dahinter, Orgel im Chor

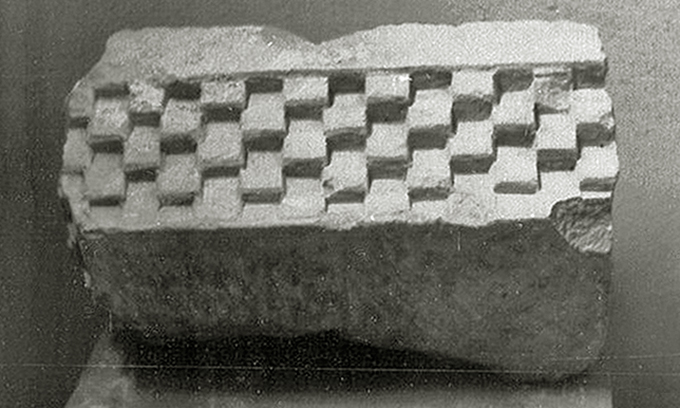
Kämpfer mit romanischem Klötzchenfries aus der Krypta, die beim Heizungsbau 1956 zerstört wurde

Im Zuge der Reformation wurden die zusätzlichen Altäre entfernt und das farbenfrohe innere Erscheinungsbild der Kirche versachlicht. Die heute sichtbaren Wandmalereien wurden erst im 20. Jahrhundert wieder freigelegt.
Bei einer ab 1847 vorgenommenen Renovierung wurde unter anderem die Balkendecke im Mittelschiff durch ein Kreuzrippengewölbe aus Holz und Stuck ersetzt. Da der Chor durch eine neue Walcker-Orgel zugestellt wurde, baute man in den Seitenschiffen zusätzliche Emporen und kurz vor dem Westwerk jeweils eine Seitentüre ein. Die unbeschädigten Stifterglocken ließ man mit der gesprungenen Domenica 1855 einschmelzen und neu gießen. Um 1870 wurden der Dachreiter auf dem Chor und der über dem First liegende Verbindungsbau zwischen den Türmen abgenommen. Im Westwerk wurde das Kreuzgewölbe der Kapelle im ersten Obergeschoss entfernt und ein höheres Fenster eingebaut.
Von 1953 bis 1956 hat man die Bartholomäuskirche ohne Rücksicht auf Verluste renoviert und umgestaltet. Dabei wurden vier beim Altar bestattete Leichname, möglicherweise von den Kirchenstiftern, im Zuge des Einbaus einer unterirdischen Luftheizung ohne Untersuchung von Skeletten und Gewandresten beseitigt. Nebenbei wurde laut Landesdenkmalamt die Krypta unter dem Altarraum zerstört. Der ursprünglich vor dem Altar platzierte Taufstein wurde an die rechte Seitenwand der Vierung verlagert. Die bis dahin erhaltene hölzerne Chorschranke wurde herausgenommen. Die Stuckblumen mit Blattmasken an den Kapitellen wurden „als unpassende Zutaten“ entfernt. Der über dem Triumphbogen aufgehängte Kruzifixus wurde beim Altar im Chor aufgestellt. Die Orgel wurde vom Chor auf die Empore über dem Hauptzugang im Westen verlegt. Der durchs gesamte südliche Seitenschiff verlaufende Flügel der Empore wurde auf die Länge ihres einjochigen Nordflügels verkürzt. Die zweite Etage der Empore entlang der Westwand musste der Orgel weichen.
1978 wurde nach fast vier Jahren die neue Orgel mit 2874 Pfeifen eingeweiht.
Ab 1984 erfolgte eine weitere Renovierung, bei der das Kirchengestühl ersetzt und eine elektrische Fußbodenheizung unter neuen Sandsteinplatten installiert wurde. Dabei eröffneten sich wertvolle Einblicke auf Relikte des romanischen Vorgängerbaus, allerdings wurde diese Chance für eine genaue archäologische Bestandsaufnahme nicht hinreichend genutzt. Der in der Nordwand eingemauerte Tumbengrabdeckel Hartmanns von Grüningen wurde herausgenommen, entfärbt und in die Vollandkapelle verlegt.
Heute steht eine kostspielige Sanierung an: Da die einst für den Kirchplatz aufgeschüttete Rampe nicht genug Halt für die schweren Türme bietet, neigen sich das Dach, das Westwerk und insbesondere der Hochwachtturm nach Westen. Deshalb muss der Untergrund stabilisiert und eine umfassende Bauwerkssanierung angegangen werden. Zur Kofinanzierung dieser aufwendigen Maßnahmen haben Mitglieder der Kirchengemeinde einen Förderverein gegründet und verkaufen einen Kalender mit Innen- und Außenansichten der Kirche.

## Patrozinium und Altarpfründen

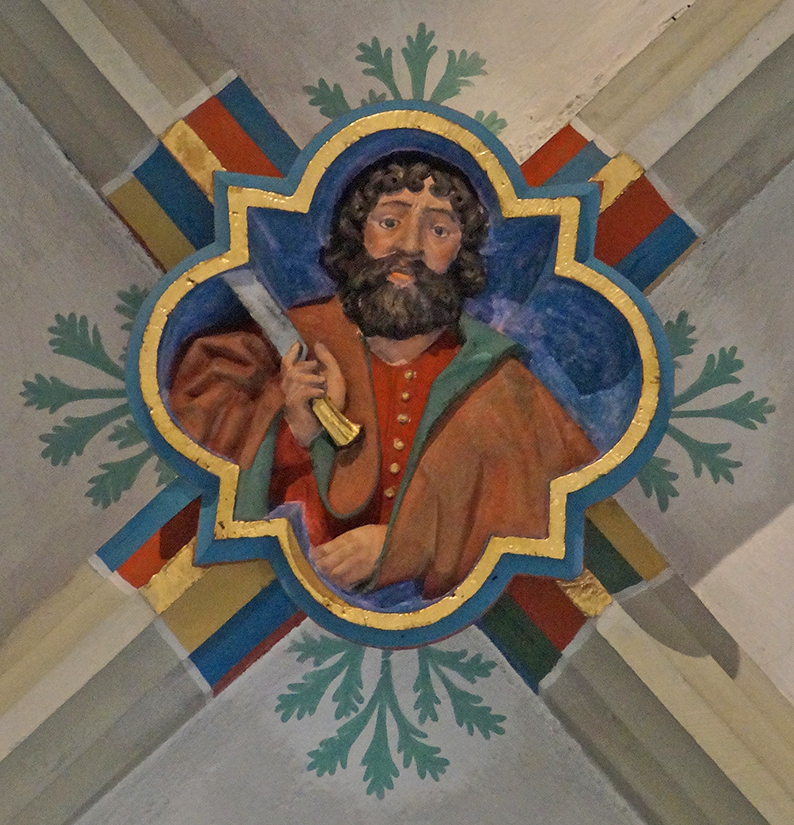
Bartholomäus mit Schermesser als Schlussstein im Chorgewölbe

Die Kirche ist dem heiligen Bartholomäus geweiht. Wann die Markgröninger Kirche zudem, wie einige Autoren vermuten, den Aposteln Peter und Paul geweiht wurde, weil diese sich neben Maria häufig im Figuren- und Bildschmuck der Kirche wiederfinden, ist ungeklärt. Neben dem Hauptaltar in der Vierung und dem Altar im Chor waren früher noch einige andere in der Kirche zu finden. Die prominentesten waren ein von Graf Hartmann III. gestifteter Marienaltar und ein Altar der einflussreichen Matthiasbruderschaft, deren Repräsentanten neben Bartholomäus, Petrus und Paulus auch unter den Schlusssteinen des Chors zu finden sind. Darüber hinaus hatten weitere Stiftungen bzw. Pfründen einen Altar mit eigenem Patrozinium. Unter den nach 1534 aufgeführten drei Kirchenkassen von „Sanct Peter“, „Unserer lieben Frauen Bruderschaft“ (Maria) und „Sanct Matheis“ setzte sich das Beil von Matthias aus ungeklärten Gründen als Symbol der nach der Reformation zusammengelegten Heiligenvermögen durch.
Zur Kirchweih wird zum 24. August bis heute der Historische Schäferlauf gefeiert. Seinen Ursprung hat das Volksfest im damit verknüpften und 1445 erstmals erwähnten Bartholomäusmarkt. Zu diesem überregional bedeutsamen Jahrmarkt zur Kirchweih sollen während der damaligen Blütezeit Grüningens laut Hans Grüninger (1527) ebenso viele Besucher gekommen sein wie auf die Frankfurter Messe.
Da der Apostel Bartholomäus auch der Schutzpatron der Schäfer war und die „Frucht“ (Getreide) zu dieser Jahreszeit schon eingeholt und damit der Schaftrieb über die Felder möglich war, bot es sich an, das jährliche Zunfttreffen der Schäfer in Württemberg mit dem „Barthelmarkt“ in Grüningen zu verknüpfen.

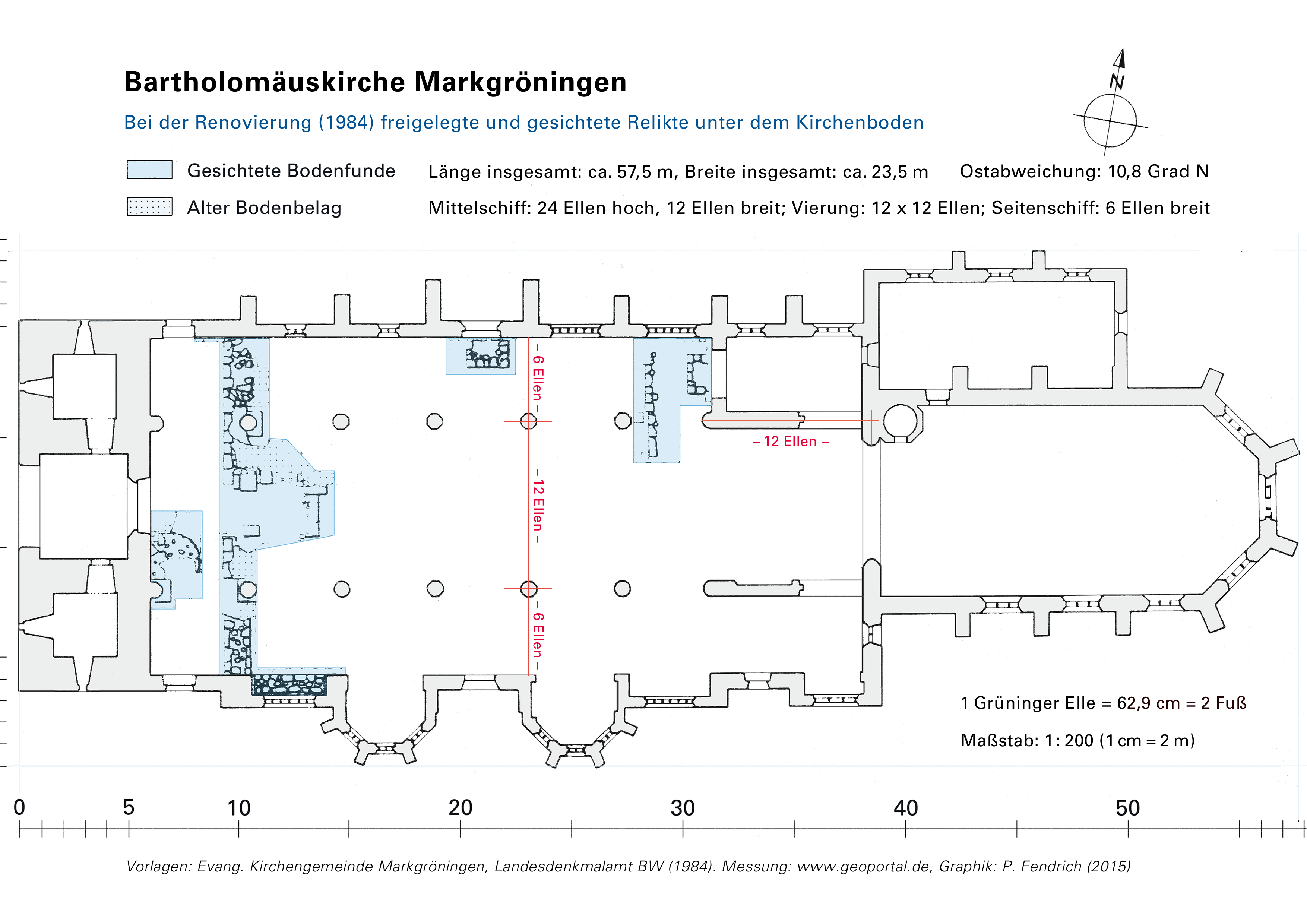
Maße und Relikte des Vorgängerbaus

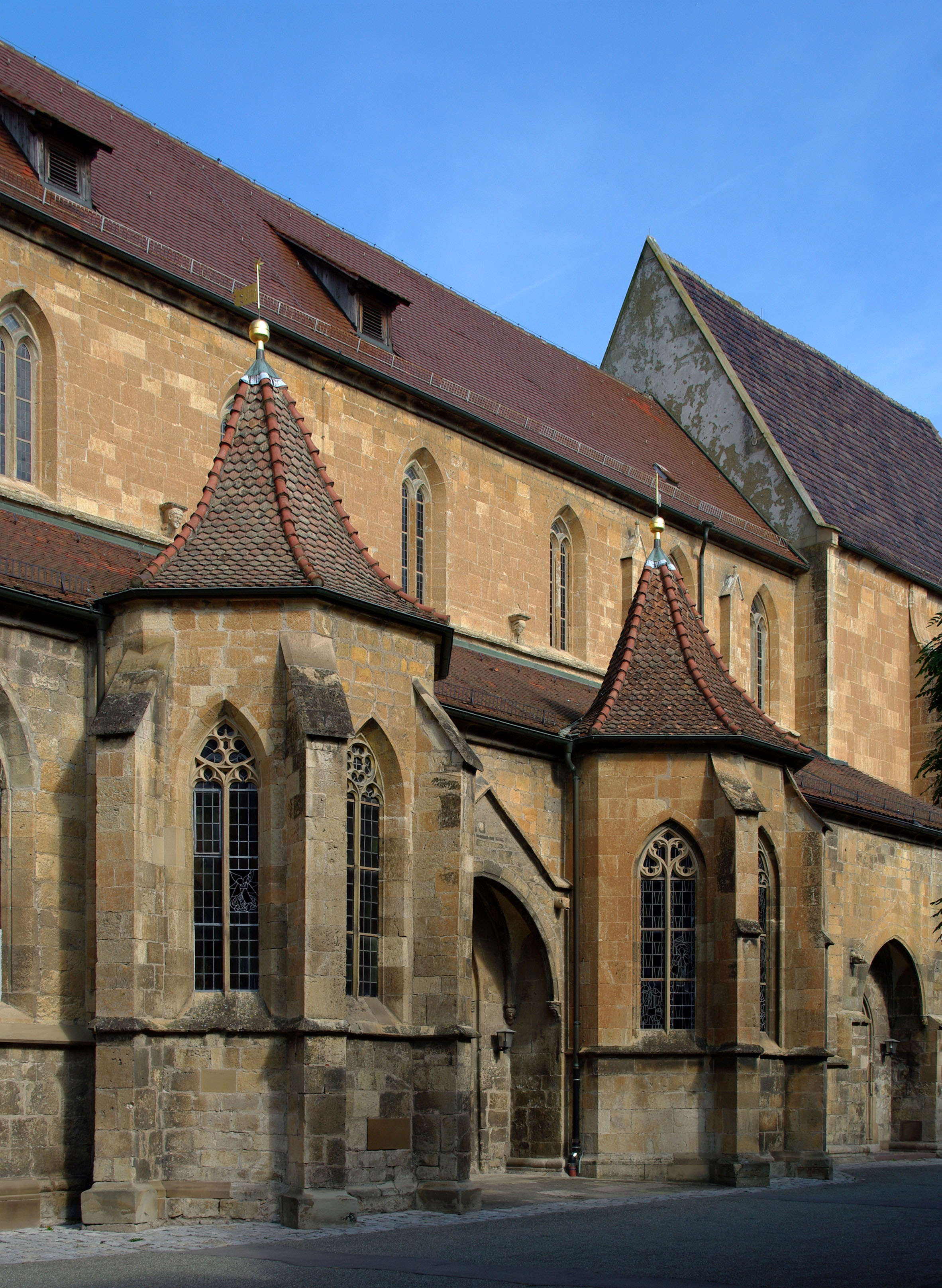
Reischach- und Vollandkapelle flankieren das Südportal

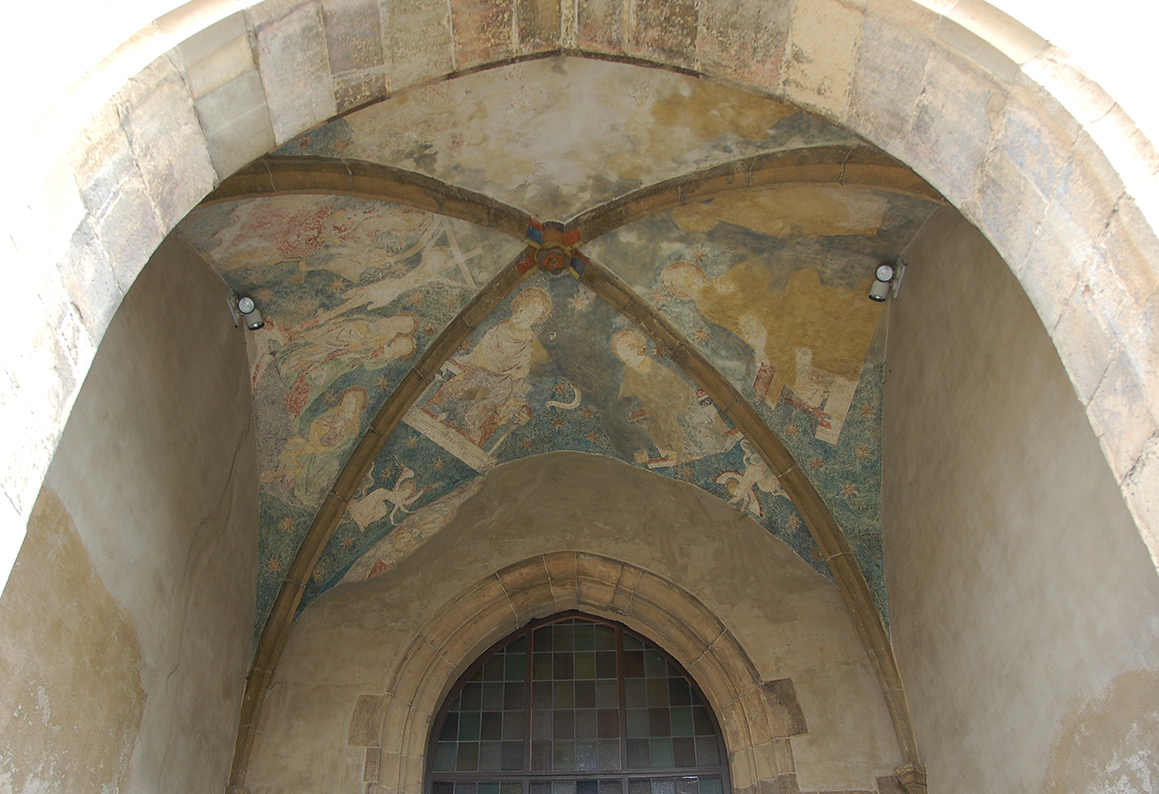
Frühgotisches Kreuzgewölbe mit Deckenmalerei im Westportal

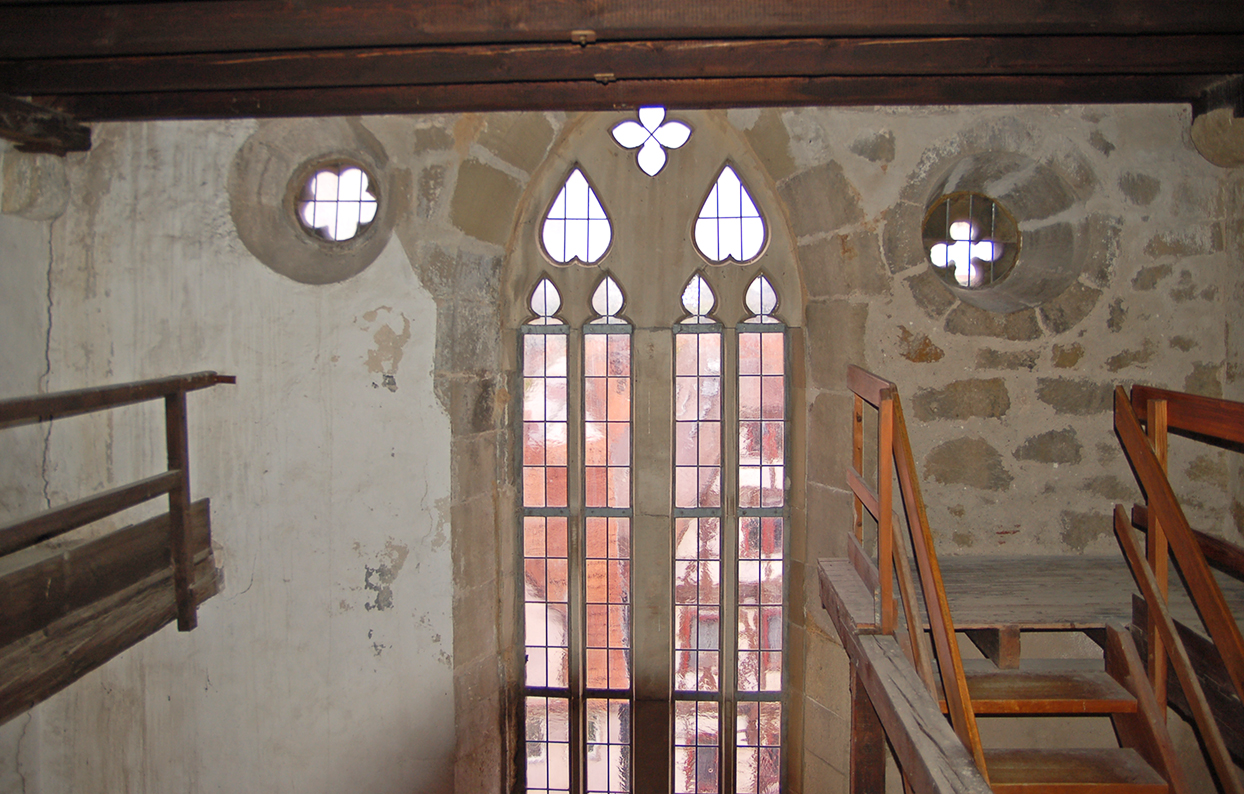
Westwerkfenster über einst zwei Etagen und „Bypass“ aus dem 19. Jhdt.

## Beschreibung

### Architektur
Die stark 57 Meter lange Bartholomäuskirche ist eine dreischiffige Basilika, die in ihrer frühgotischen Schlichtheit dem zur selben Zeit erbauten Münster St. Paul in Esslingen ähnelt. Das Mittelschiff ist zwölf Grüninger Ellen bzw. etwa 24 Fuß breit und 48 Fuß hoch. Die Vierung beim Altar misst 12 mal 12 Ellen, die Seitenschiffe sind sechs Ellen bzw. etwa 12 Fuß breit. Die lichte Raumhöhe von stark 15 Metern entspricht der doppelten Breite von etwa 7,5 Metern. Die Geometrie des Baus lehnt sich demnach an die antike Proportionenlehre an, deren Anwendung Humpert und Schenk für viele mittelalterliche Sakralbauten und Stadtplanungen nachgewiesen haben.
Im 15. Jahrhundert wurde die Basilika nach Osten durch einen größeren Chor mit 5/8-Schluss verlängert. Die Mittelachse des Chors ist im Vergleich zum schmäleren Mittelschiff etwas nach Norden versetzt. Bis ins 19. Jahrhundert hatte der Chor einen hölzernen Dachreiter vermutlich mit einer Glocke. In der Nordwestecke des Chors ist ein filigraner Wendeltreppenturm mit Kielbogenfenstern eingezogen. Dieser führt in die Dachböden von Sakristei, nördlichem Seitenschiff und Chor. Auf halber Höhe könnte der am Ende zugemauerte Durchlass zum Hauptschiff einst zu einer Kanzel oder einer Schwalbennestorgel geführt haben.
Neben dem Treppenturm ist der Eingang zur nördlich des Chors angebauten Sakristei. Chor und Sakristei sind von Netzgewölben überspannt. Das Haupt- und die Seitenschiffe sind in jeweils acht Joche unterteilt. Im nördlichen Seitenschiff befindet sich anstelle der östlichsten beiden Joche eine ebenfalls von einem Netzgewölbe überspannte Marienkapelle, die einst vom Kirchenschiff abgetrennt war. Ansonsten verfügen die Seitenschiffe über bauzeitliche Kreuzrippengewölbe. Am dritten und fünften Joch des südlichen Seitenschiffs wurden im 15. Jahrhundert die Reischachkapelle und die Vollandkapelle angebaut, letztere wiederum mit Netzgewölbe. Die beiden Kapellen rahmen das südliche Mittelportal ein, dessen einst reiches Schmuckwerk nur noch teilweise erhalten ist. Ihm gegenüber liegt das 1713 vorgebaute und 1858 veränderte Nordportal.
Der Hauptzugang zur Kirche erfolgt von Westen durch eine Vorhalle zwischen den bereits im 13. Jahrhundert großteils bestehenden Kirchtürmen. Diese heute mit verschiedenen Fachwerk-Helmen bekrönten Türme waren laut Hans Grüninger zu seiner Zeit beide mit einem Umgang versehen und zeitweise durch eine geschlossene Brücke bzw. einen Querbau verbunden. Dessen Position kann anhand der zu Fenstern reduzierten Türen in den gegenüberliegenden Tumwänden nachvollzogen werden. In einer 1797 erstellten Skizze von Carl Urban Keller ist sie noch angedeutet, im 19. Jahrhundert wurde er abgebaut. Im Hochwachtturm verhindert ein romanisch anmutendes Tonnengewölbe bis heute den Aufstieg auf die oberen Etagen mit der Turmwächterwohnung und dem Umgang. Deshalb wurde nach dem Abriss der Turmbrücke ein Ausgang in den Mittelbau des Westwerks durchgebrochen und eine Holztreppe als „Bypass“ zur Etage über dem Gewölbe eingebaut, die bereits über einen Zugang vom Mittelbau verfügte. Im Raum über der Vorhalle des Westwerks finden sich noch die Konsolen und Rippenansätze eines Kreuzgewölbes, das im Zuge des im 19. Jahrhundert erfolgten Einbaus des hohen Westfensters mit atypischem Maßwerk herausgenommen wurde.
Das Fachgebiet Baugeschichte des Karlsruher Instituts für Technologie (KIT) will bis 2022 eine umfassende Dokumentation der Architekturgeschichte dieser frühgotischen Kirche erstellen und dabei zahlreiche offene Fragen weitestmöglich klären. Zum Beispiel wann das Westwerk erbaut bzw. verändert wurde und wie der im 13. Jahrhundert erstellte Chor-Vorläufer ausgesehen haben könnte.

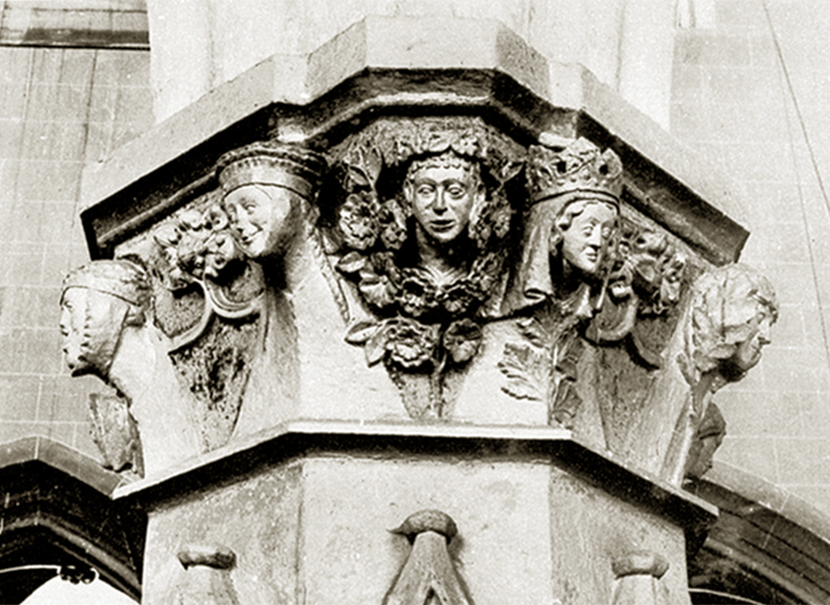
Die Trias der Hauptpersonen am Prachtkapitell gibt Rätsel auf

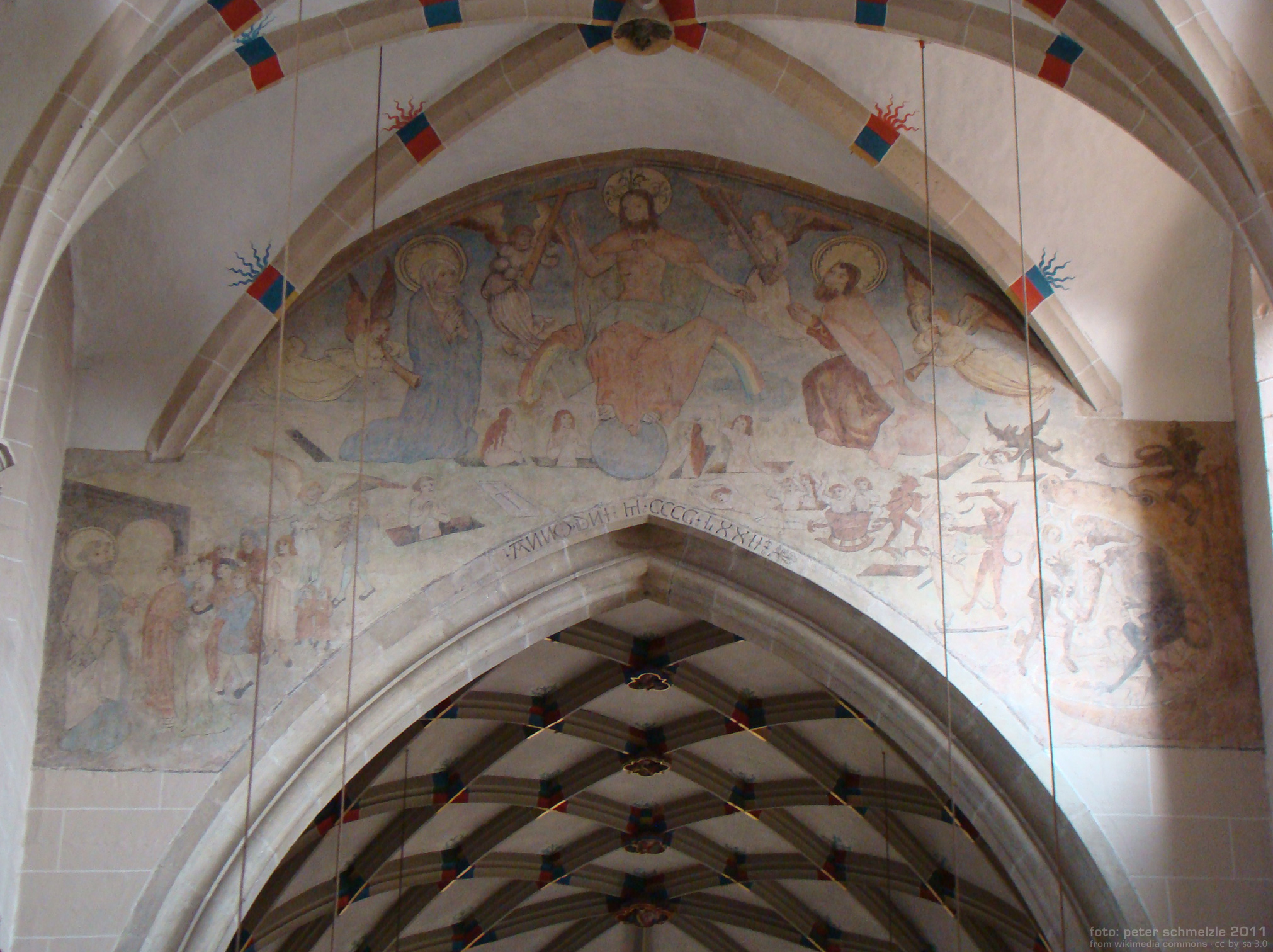
Wandmalerei „Das Jüngste Gericht“ über dem Triumphbogen zum Chor

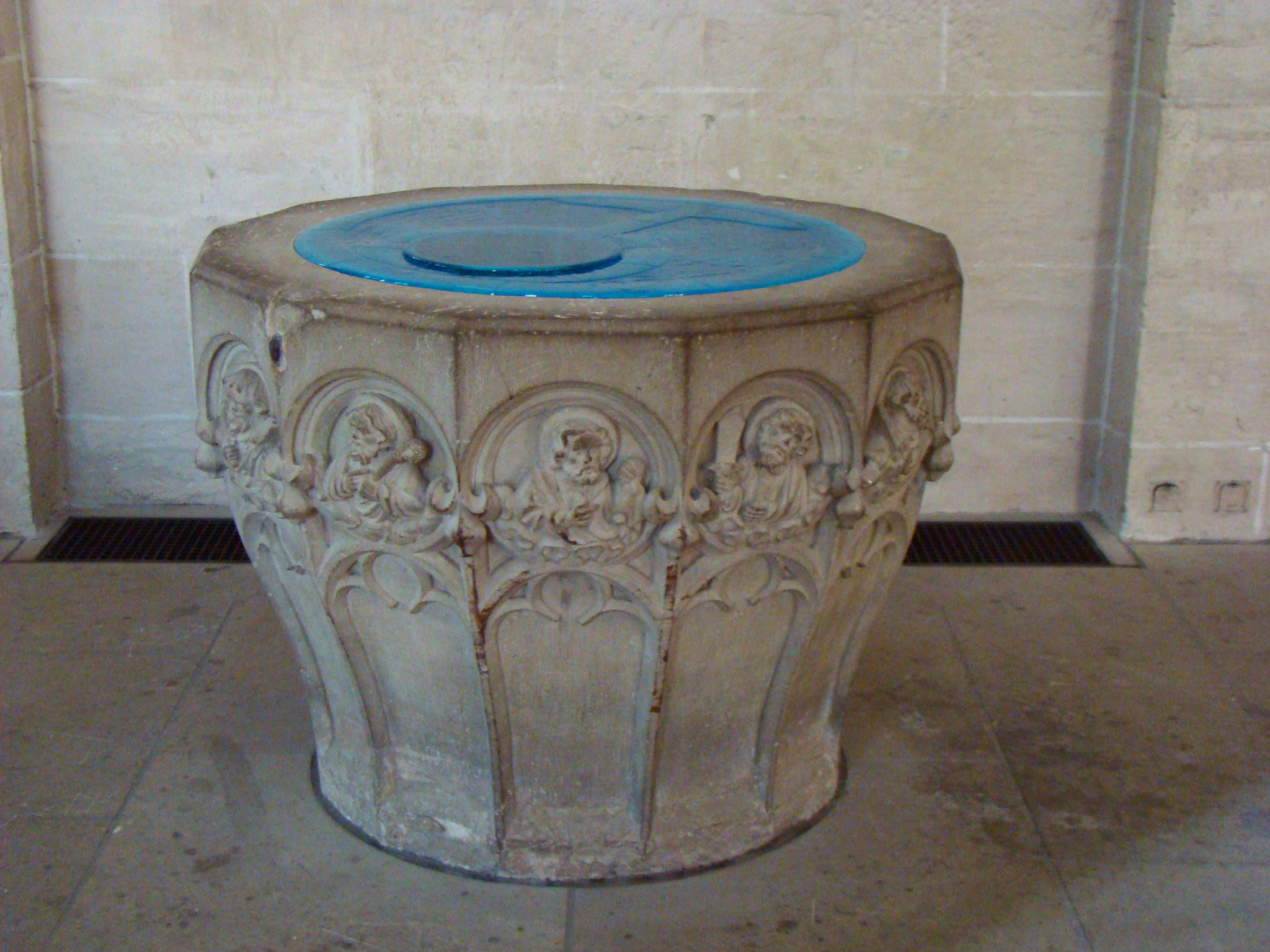
Der 13-eckige Taufstein zeigt Jesus und die zwölf Apostel

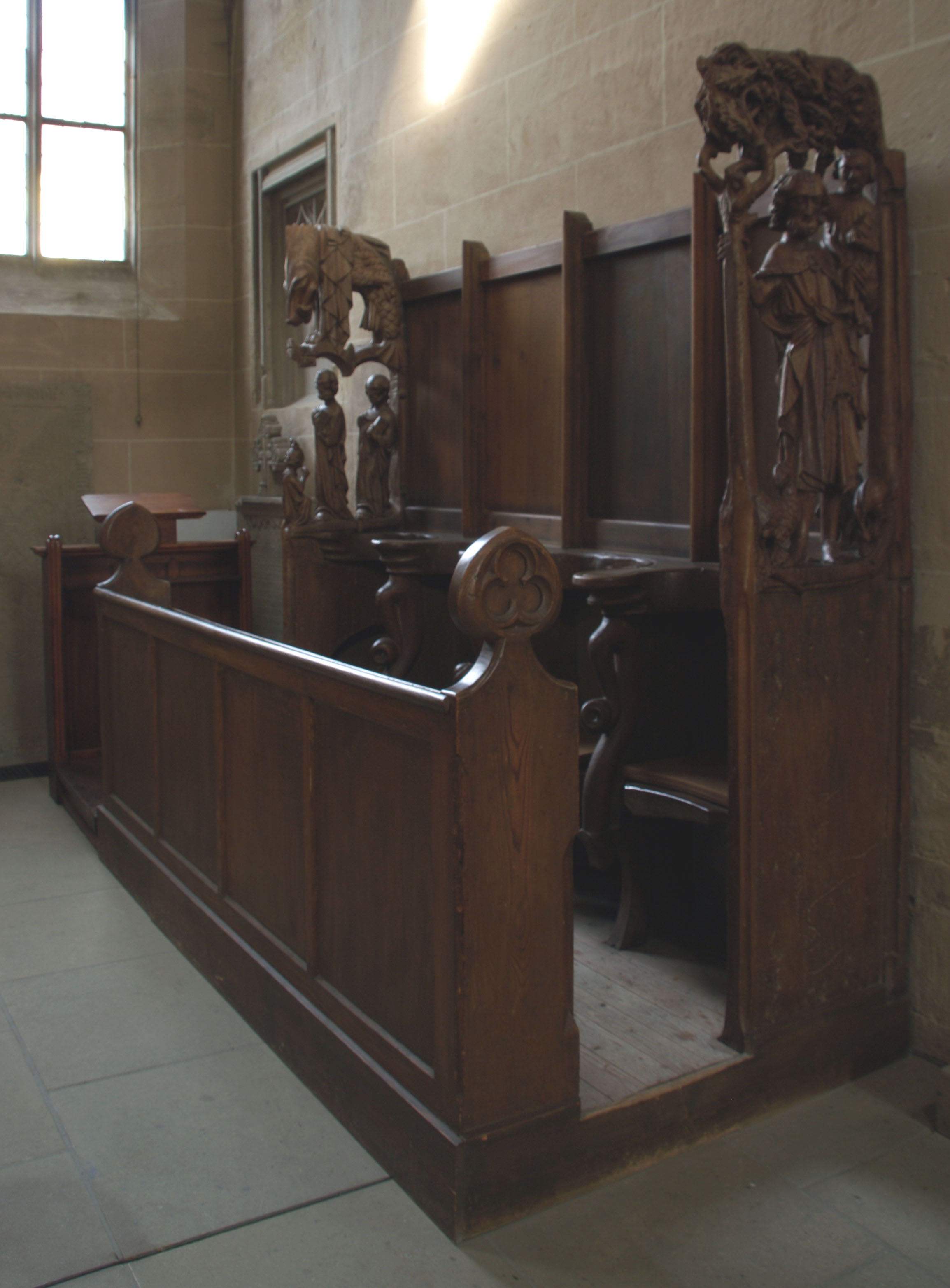
Chorgestühl mit Christophorus in der rechten sowie Petrus und Paulus in der linken Seitenwange (14. Jhdt.)

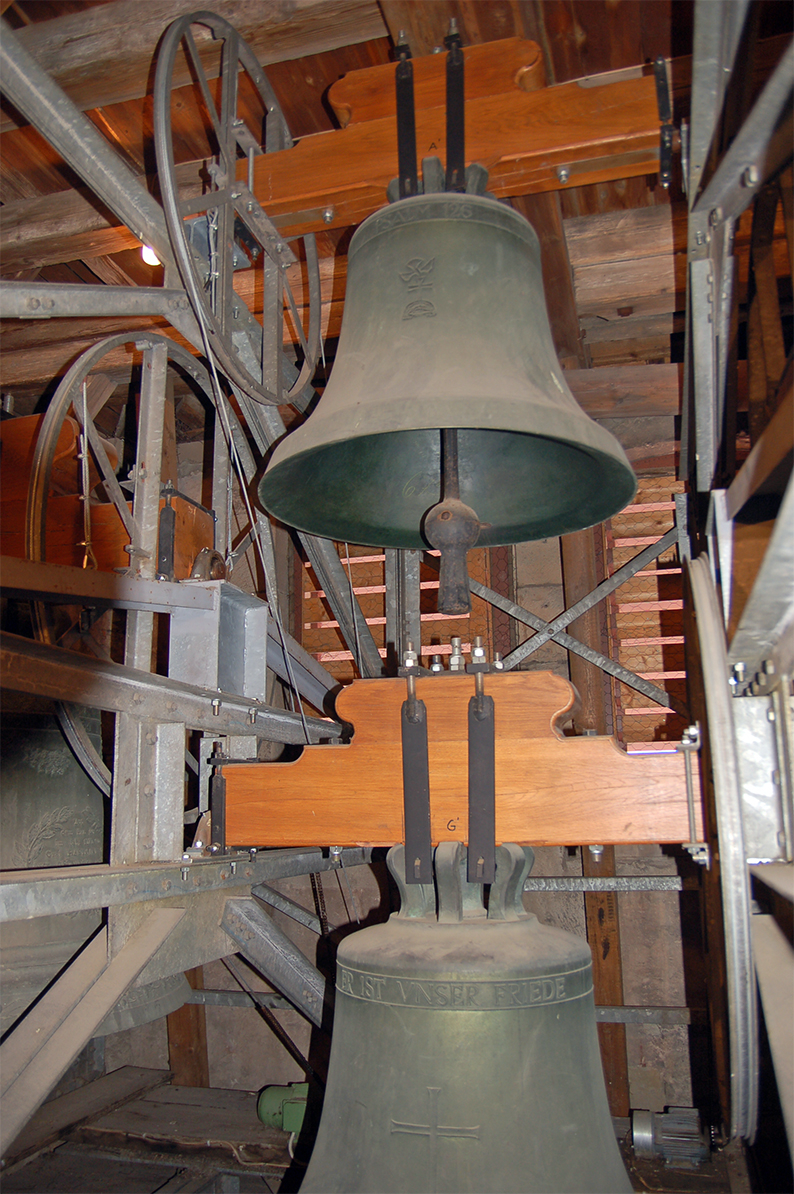
Mittlerer Teil des Glockenstuhls

### Hohenberger oder Grüninger Kapitell?
Neben den kunstvollen Kreuzrippengewölben mit ihren zahlreichen bedeutungsvollen Schlusssteinen ist an Bauschmuck in der Bartholomäuskirche vor allem das gotische Prachtkapitell an der Säule vor der Marienkapelle zu nennen. Im Gegensatz zu den sonst meist schmucklosen Kapitellen der Säulen zeigt das sogenannte Fürstenkapitell neun vollplastische Köpfe, von denen ein männlicher durch eine Rosenranke und der Kopf daneben durch eine Krone besonders hervorgehoben sind. Drei der neun Köpfe gingen verloren und wurden im 20. Jhdt. ersetzt. Es wird angenommen, dass das gekrönte Haupt linkerhand von der rosenumrankten Hauptfigur Gertrud von Hohenberg, die Gattin von König Rudolf von Habsburg und Schwester dessen hier residierenden Reichslandvogts Albrecht II. von Hohenberg, repräsentiere, da der König 1284 an der hier von Albrecht ausgerichteten Fürstenhochzeit seines Sohnes Albrecht III. (Rösselmann) teilnahm. Der Frauenkopf rechterhand vom potenziellen Bräutigam Albrecht III. könnte dann die mutmaßliche Braut Margarete von Fürstenberg darstellen.

### Wandmalereien
Die älteste Malerei in der Kirche ist eine Darstellung des Jüngsten Gerichts im Gewölbe des vierten Jochs des südlichen Seitenschiffs. Eine weitere Darstellung des Jüngsten Gerichts aus der Zeit um 1500 befindet sich am Triumphbogen zum Chor. Die Stirnseite der Marienkapelle zeigt eine Darstellung des Marientods aus dem frühen 16. Jahrhundert. Im Chor finden sich weitere Wandmalereien, darunter auch vermutlich nachreformatorische Übermalungen älterer Fresken.

### Ausstattungsgegenstände
- Der 13-eckige Taufstein wurde aus einem einzigen Steinblock gehauen und zeigt Christus und die zwölf Apostel auf seinen Seitenflächen. Der mit einer Höhe von circa 1,30 Meter überdurchschnittlich große Taufstein wird durch eine Inschrift auf das Jahr 1426 datiert. Die Jahreszahl wurde vermutlich aber erst um einiges später angebracht, 1492 gilt für die Herstellung des Taufsteines als wahrscheinlicher. Die Höhe und Größe des Taufbeckens ist ein Indiz für die heute nur noch bei der griechisch-orthodoxen Kirche praktizierte Immersionstaufe. Das Taufbecken ist mit einer Glasplatte abgedeckt. 2013/14 wurde der Taufstein restauriert.[41]
- Das Chorgestühl in der Basilika stammt aus dem 14. Jahrhundert und weist vollfigürliche Schnitzereien an den Wangen auf: rechts den heiligen Christophorus, links Petrus und Paulus, von einem Gläubigen verehrt und ein Drachenwesen abwehrend.
- Bauzeitlichen Ursprungs dürfte das den spätgotischen Chor (um 1470) beidseitig flankierende Chorgestühl mit 26 Sitzplätzen sein. Ebenso die massive Tür zur Sakristei, die schmuckvolle Beschläge aufweist.
- Neben dem Tumbengrabdeckel für Graf Hartmann III. von Grüningen sind in der Kirche weitere historische Grabmale aufgestellt: zum Beispiel zwei prunkvolle Epitaphe für Elisabeth Volland, geborene Lyher, in der Vollandkapelle und für ihre jung verstorbene Tochter aus zweiter Ehe, Walburga von Reischach, in der Reischachkapelle. Hier finden sich zudem zwei bei der Renovierung um 1985 gefundene Grabsteine des Ritters Kraft Gruibinger († 1412) und des Burgvogts Conrad Sefler († 1419).

### Glocken
Die Bartholomäuskirche besitzt fünf Glocken, welche sich alle im Südturm befinden und ältere Glocken ersetzen. Die ersten beiden bekannten Glocken stammten aus dem 13. Jahrhundert:
- Eine der beiden wurde am 13. November 1272 gegossen. Auf ihr stand in der ersten Reihe: Lucas † Marcus † Matthaeus † Johannes patroni, darunter: anno dni MCCLXXII. id. Nov. conflata sum auctore comite Hartmano[42] (Übersetzt: Lukas, Markus, Matthaeus, Johannes, die Patrone. Im Jahre des Herrn 1272, an den Iden des November bin ich auf Veranlassung von Graf Hartmann (II.) gegossen worden).

- Eine zweite größere Glocke hatte zwar keine Jahreszahl, wird jedoch Hartmann III. zugeordnet,[43] da auf ihr in Latein ein Hinweis auf die ihm zugeschriebene Gattin eingegossen war. Die obere Reihe lautete hier: sancta † maria † mater † marcus † lucas † mathaeus † Johannes, die zweite: comes hartmannus de grüningen, qui (h)abet filia [!]  dni de eberst.[44]; übersetzt: Heilige Mutter Maria, Markus, Lukas, Matthäus, Johannes. Graf Hartmann von Grüningen, der eine Tochter des Herrn von Eberstein zur Frau hat.

Die teils sehr alten Glocken wurden 1855 wegen eines Sprungs in der Domenica eingeschmolzen und für neue Glocken benutzt. Im Ersten Weltkrieg sollen alle bis auf die große Glocke zur Waffenherstellung eingeschmolzen worden sein. 1942 mussten alle Glocken für die Rüstungsproduktion abgegeben werden. Sie wurden aber nicht eingeschmolzen, konnten nach dem Zweiten Weltkrieg wieder aufgetrieben werden und ab 1948 wieder läuten.
- Die größte Glocke, die „Domenica“, wurde 1487 gegossen.
- 1923 kam dann eine neue Glocke hinzu, auf der stand: ZUM GEDÄCHTNIS DER 1914–1918 GEFALLENEN KRIEGER. Wegen eines Sprungs wurde sie zehn Jahre später aber wieder umgegossen. Auf ihr stand das gleiche, zusätzlich enthielt sie noch ein Bild des Reformators Martin Luther – auf Grund dessen 450. Geburtstags – und die Worte DES HERRN WORT IN EWIGKEIT.
- 1954 wurde dann eine dritte Glocke gegossen. Auf ihr stand: ZUM GEDÄCHTNIS AN DIE GEFALLENEN DER BEIDEN WELTKRIEGE 1914/1918 UND 1939/1945 und auf der anderen Seite unter einem Kreuz: ER IST UNSER FRIEDE.
- 1956 wurde eine Taufglocke gegossen, die keine Widmung hat.
- Die fünfte Glocke dient als Viertelschlagglocke und ist über dem Kirchturm montiert. Sie ist die älteste erhaltene Glocke der Bartholomäuskirche und mit dem Text versehen: Martin Miller zu Esslingen gos mich 1604.[45]

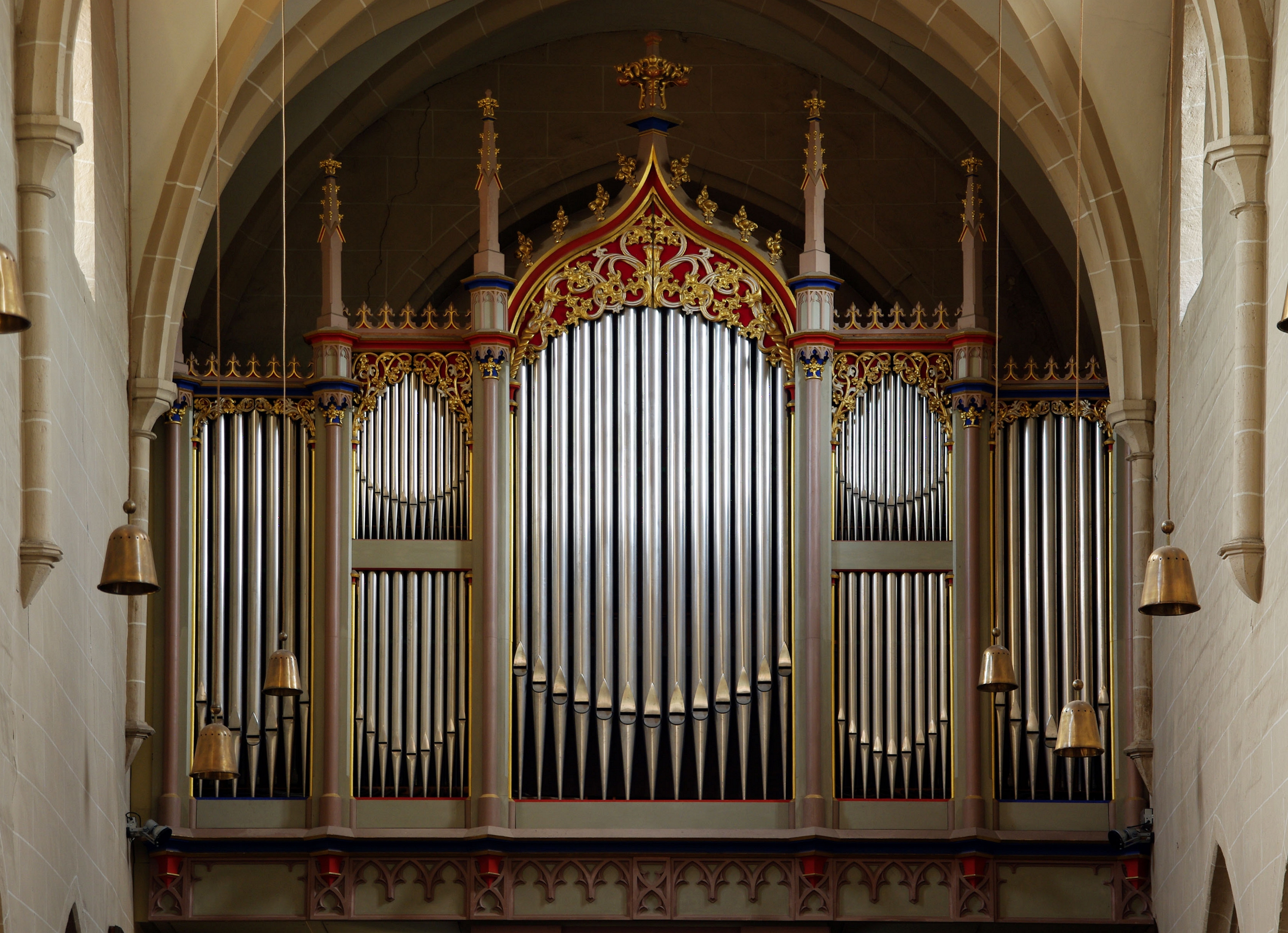
Die Orgel mit dem Walcker-Prospekt auf der Empore am Westende des Mittelschiffs

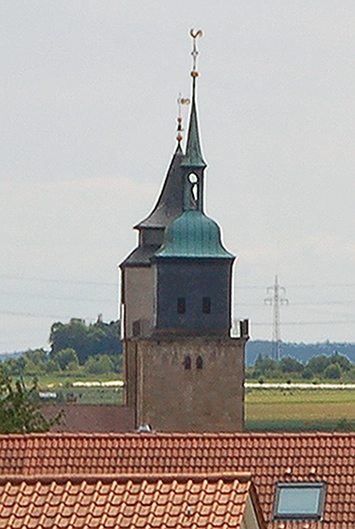
Der Hochwachtturm neigt sich zunehmend nach Westen

### Orgel
Die ursprüngliche und 8.000 Gulden teure Walcker-Orgel der Kirche stammt aus dem Jahr 1848 bzw. 1850. Der Standort der Orgel in der Kirche wechselte mehrere Male. 1978 erhielt die Kirche eine neue, von der Orgelbaufirma Vier erbaute Orgel. Der Prospekt der Walcker-Orgel wurde an die neue Orgel angepasst, sowie 12 Register übernommen. Heute steht die Orgel auf der Empore im Westen. Das Instrument hat 34 Register auf Schleifladen mit mechanischer (hängender) Traktur. Sechs Register des Hauptwerkes stehen auf Wechselschleifen und sind so im Pedal spielbar. 6 Register sind Vorabzüge. Das Instrument ist ungleichstufig gestimmt (A. Silbermann) und hat folgende Disposition:
| I Hauptwerk       |       |   |
| Prinzipal         | 16′   |   |
| Bourdon           | 16′   | W |
| Prinzipal         | 8′    |   |
| Gemshorn          | 8′    | W |
| Rohrflöte         | 8′    | W |
| Oktave            | 4′    |   |
| Kleingedackt      | 4′    | W |
| Oktave            | 2′    |   |
| Cornett V (ab a0) | 8′    | W |
| Mixtur VI         | 2 ⁄3′ |   |
| Quinte (VA)       | 2 ⁄3′ |   |
| Trompete          | 8′    |   |
| Clairon           | 4′    | W |

| II Schwellwerk     |       |
| Quintade           | 16′   |
| Gedackt            | 8′    |
| Salicional         | 8′    |
| Principal          | 4′    |
| Traversflöte       | 4′    |
| Sesquialter II-III | 2 ⁄3′ |
| Quinte (VA)        | 2 ⁄3′ |
| Waldflöte          | 2′    |
| Mixtur IV          | 1 ⁄3′ |
| Quinte (VA)        | 1 ⁄3′ |
| Zimbel III         | 1′    |
| Oktave (VA)        | 1′    |
| Fagott/Oboe        | 8′    |
| Schalmey           | 4′    |

| Brustwerk        |            |
| Bourdon          | 8′         |
| Rohrflöte        | 4′         |
| Doublette        | 2′         |
| Larigot          | 1 ⁄3′ + 1′ |
| Spitzquinte (VA) | 1 ⁄3′      |
| Vox humana       | 8′         |
| Tremulant        |            |

| Pedalwerk     |         |   |
| Prinzipalbass | 16′     |   |
| Subbass       | 16′     | W |
| Oktavbass     | 8′      |   |
| Gemshorn      | 8′      | W |
| Rohrflöte     | 8′      | W |
| Quintbass     | 10 2⁄3′ |   |
| Kleingedackt  | 4′      | W |
| Hintersatz V  | 4′      |   |
| Oktave (VA)   | 4′      |   |
| Cornett V     | 2′      | W |
| Bombarde      | 16′     |   |
| Posaune       | 8′      |   |
| Clairon       | 4′      | W |

- Koppeln: 5 Normalkoppeln
- Anmerkungen

W = Register auf Wechselschleife
VA = Vorabzug (aus vorherstehendem Register)

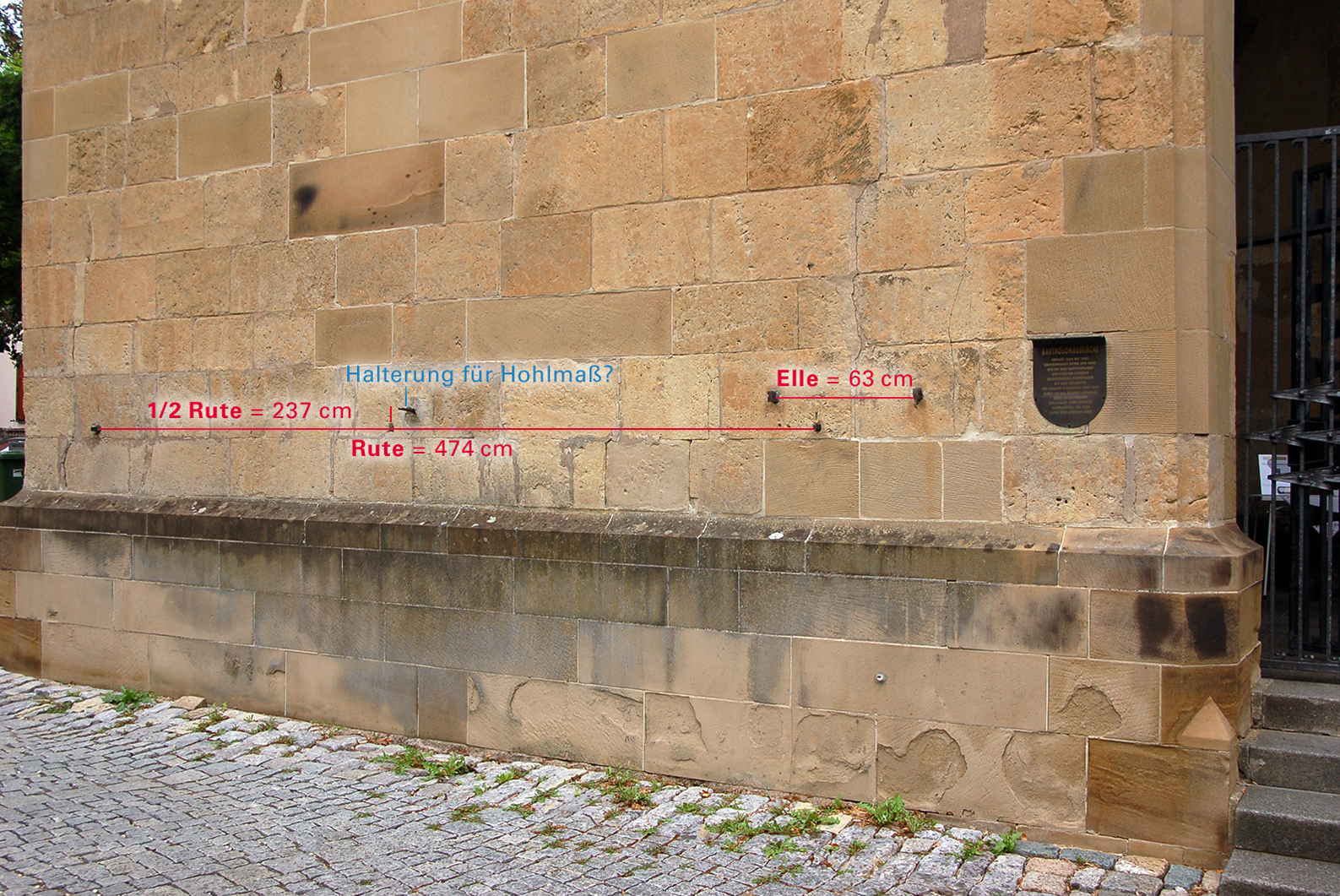
Grüninger Elle (63 cm) und Rute (474 cm) am Hochwachtturm

## Besonderheiten
Grüninger Maße
An der Westwand des städtischen Hochwachtturms sind die gusseisernen Markierungen der Grüninger Maße erhalten geblieben, die aus dem 13. Jahrhundert stammen und bis zur von Herzog Christoph veranlassten Normung im 16. Jahrhundert Gültigkeit auf den Grüninger Märkten behielten: Die Elle entspricht zwei Fuß und ist hier 62,9 cm lang, die Rute à ca. 15 Fuß ist 474,4 cm lang. Darüber befindet sich eine gelochte Halterung, die vermutlich zur Befestigung eines abnehmbaren Hohlmaßes diente – zum Beispiel für ein Simri.
Kirchtürme

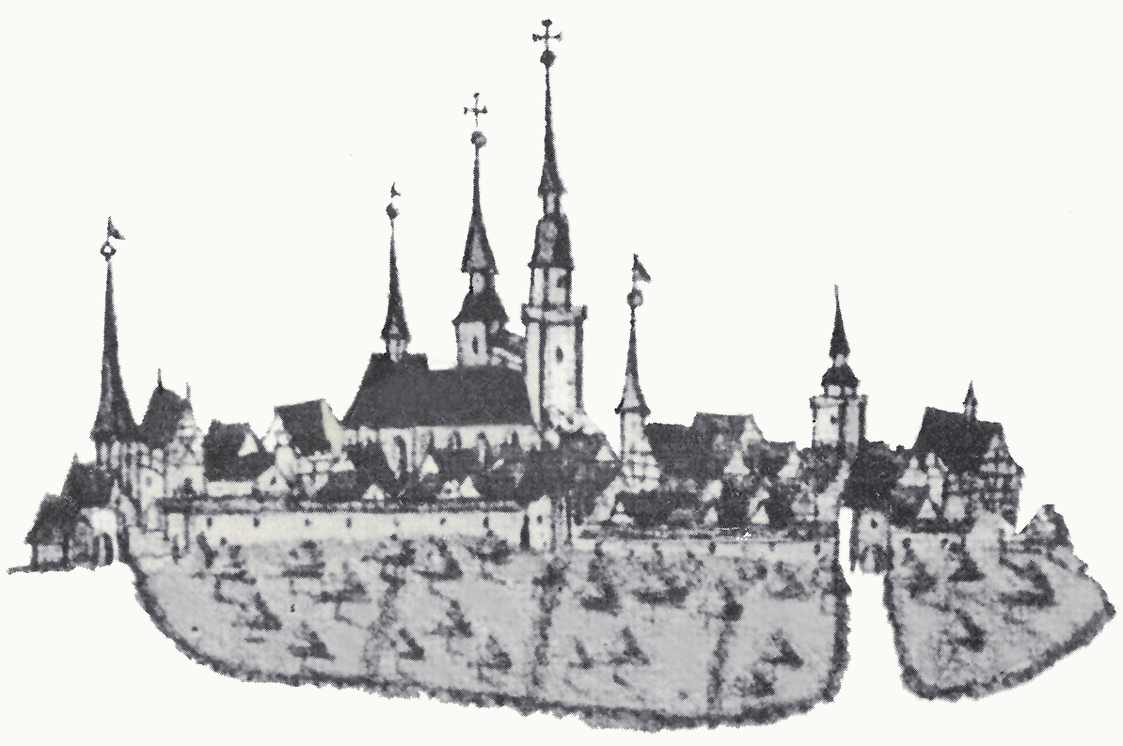
1682 mit Turmbrücke auf der Kieserschen Forstkarte

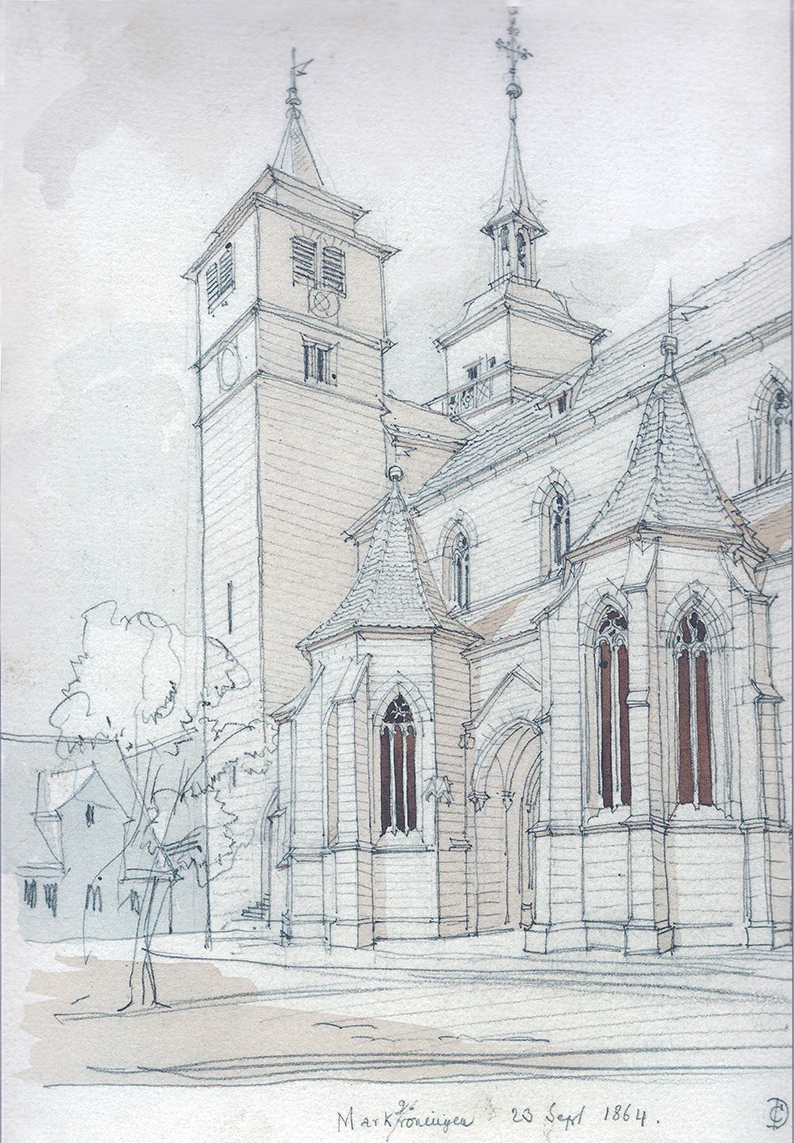
1864 mit Querbau statt Holzbrücke zwischen den Türmen

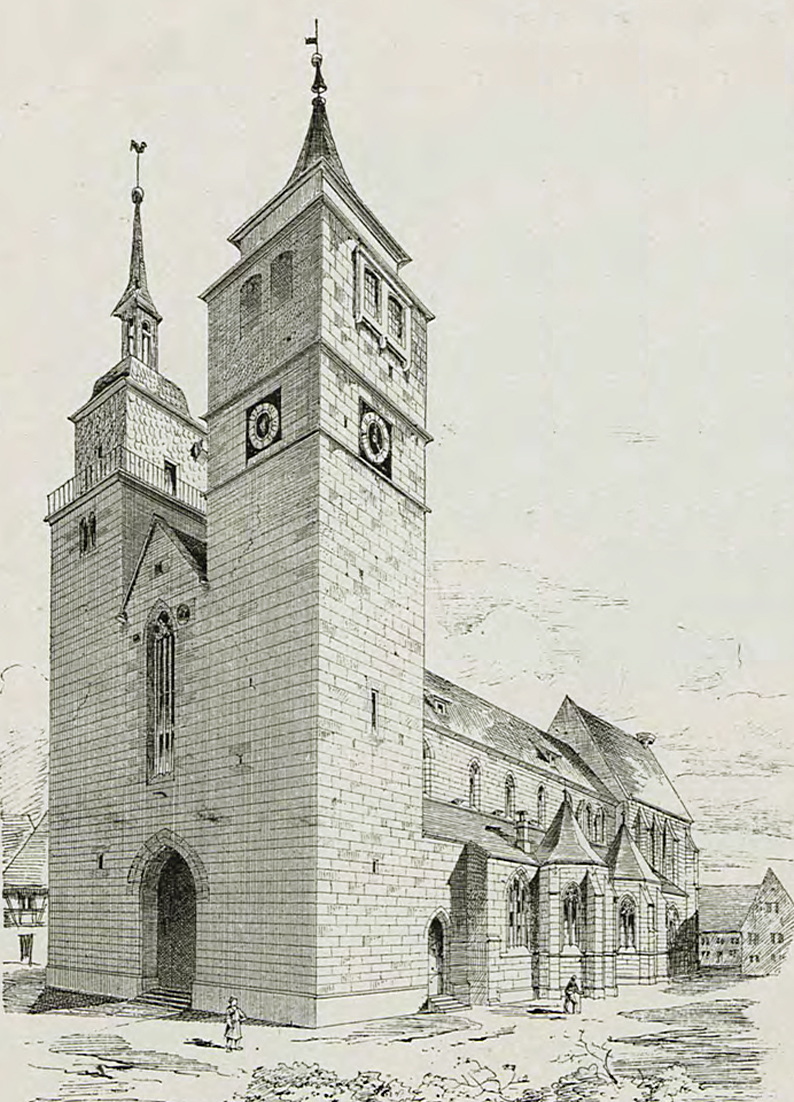
1889 ohne Querbau über dem Westwerk

Die Bartholomäuskirche hat heute zwei unterschiedlich behelmte Kirchtürme: Der südliche dient als Glockenturm mit fünf Glocken und gehört der evangelischen Kirchengemeinde Markgröningen. Der nördliche mit Umgang wurde früher als Hochwachtturm genutzt und gehört der Stadt Markgröningen. Dieser Schiefe Turm von Gröningen neigte sich in jüngster Zeit zunehmend nach Westen, obwohl das Westwerk durch verschlauderte Stahlträger zusammengehalten wird.

Die Türme sind ohne knapp 40 Meter und mit Spitzen knapp 50 Meter hoch. Früher hatten beide einen Umgang und waren mit einer überdachten Holzbrücke oder einem Querbau verbunden. Eine Brücke ist erstmals auf der Kieserschen Forstkarte von 1682 zu sehen. Auf einer Skizze von Carl Urban Keller und einem daraus entwickelten Aquarell von 1798 kann allerdings wie auf einer Zeichnung von 1864 statt einer Brücke ein Querbau ausgemacht werden. 1889 war davon nichts mehr zu sehen.
Fernsehübertragung
Am Heiligabend fand 2007 in der Bartholomäuskirche eine live in der ARD übertragene Christvesper mit Pfarrerin Christa Leidig statt. Die Predigt wurde von Oberkirchenrat Heiner Küenzlen gehalten.